# 1 Pułk Lotniczy

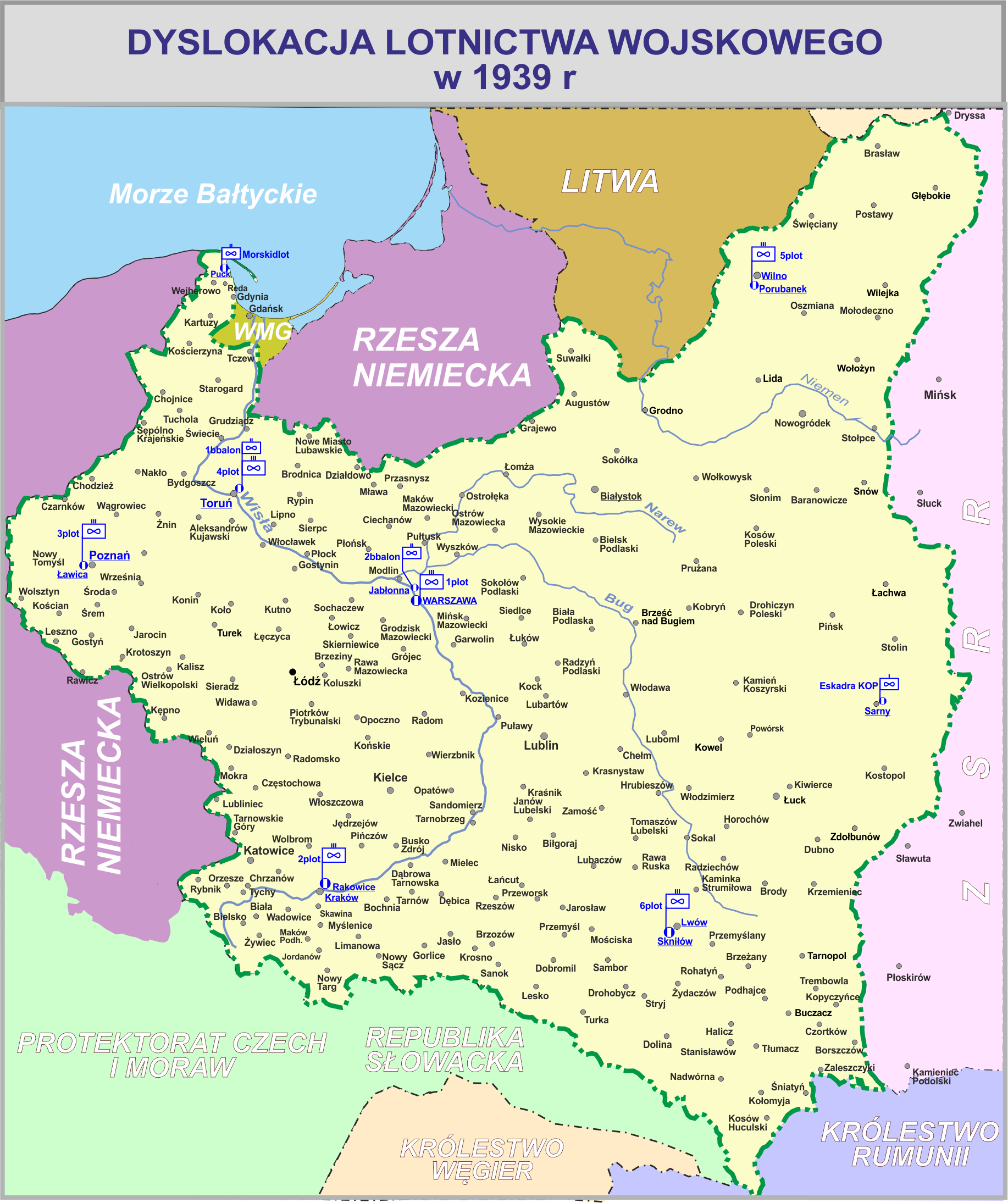
Lotnictwo wojskowe w 1939

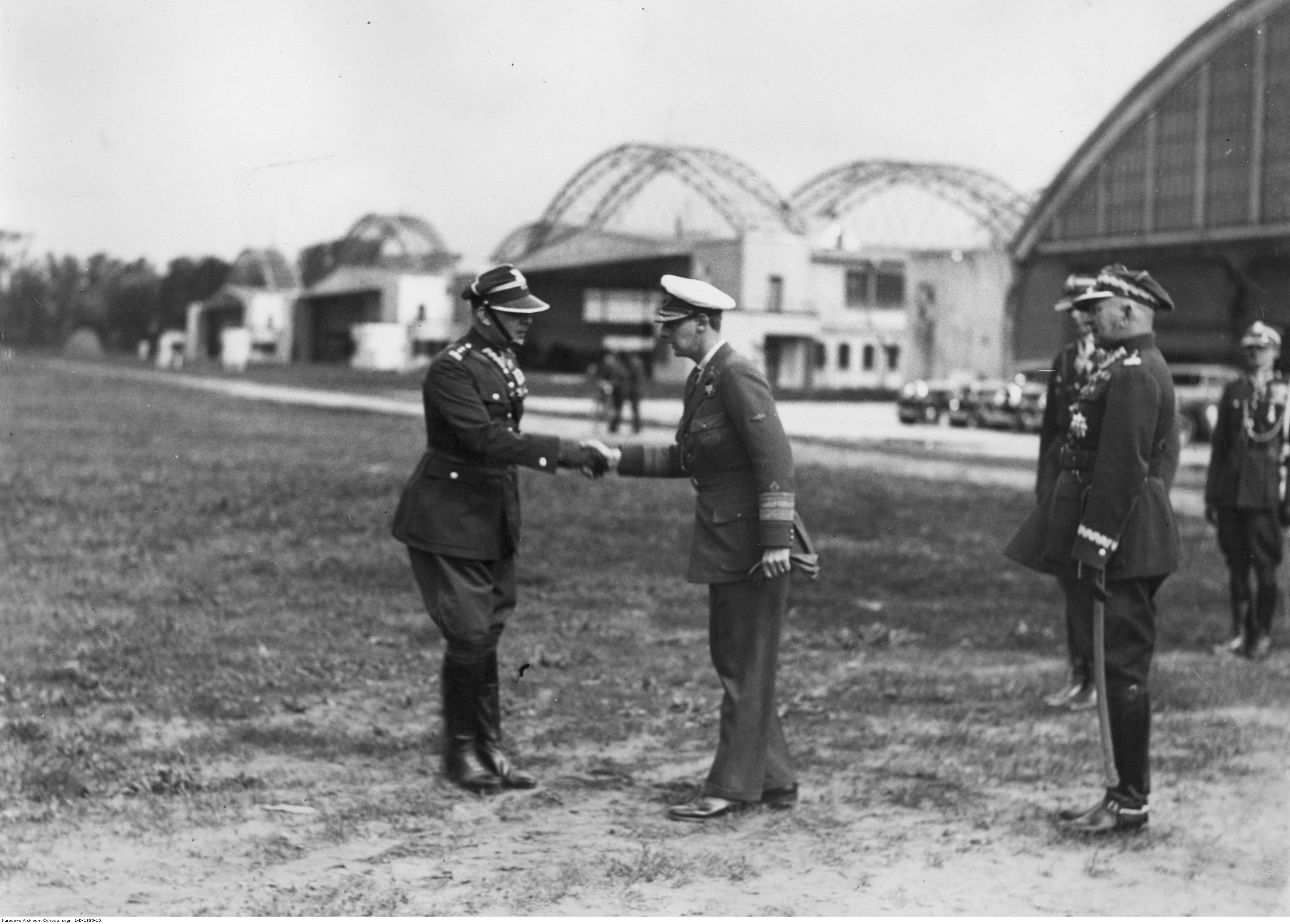
Wizyta brata króla Rumunii księcia Mikołaja w Polsce - ppłk Władysław Kalkus wita go na Okęciu; 27 czerwca 1933

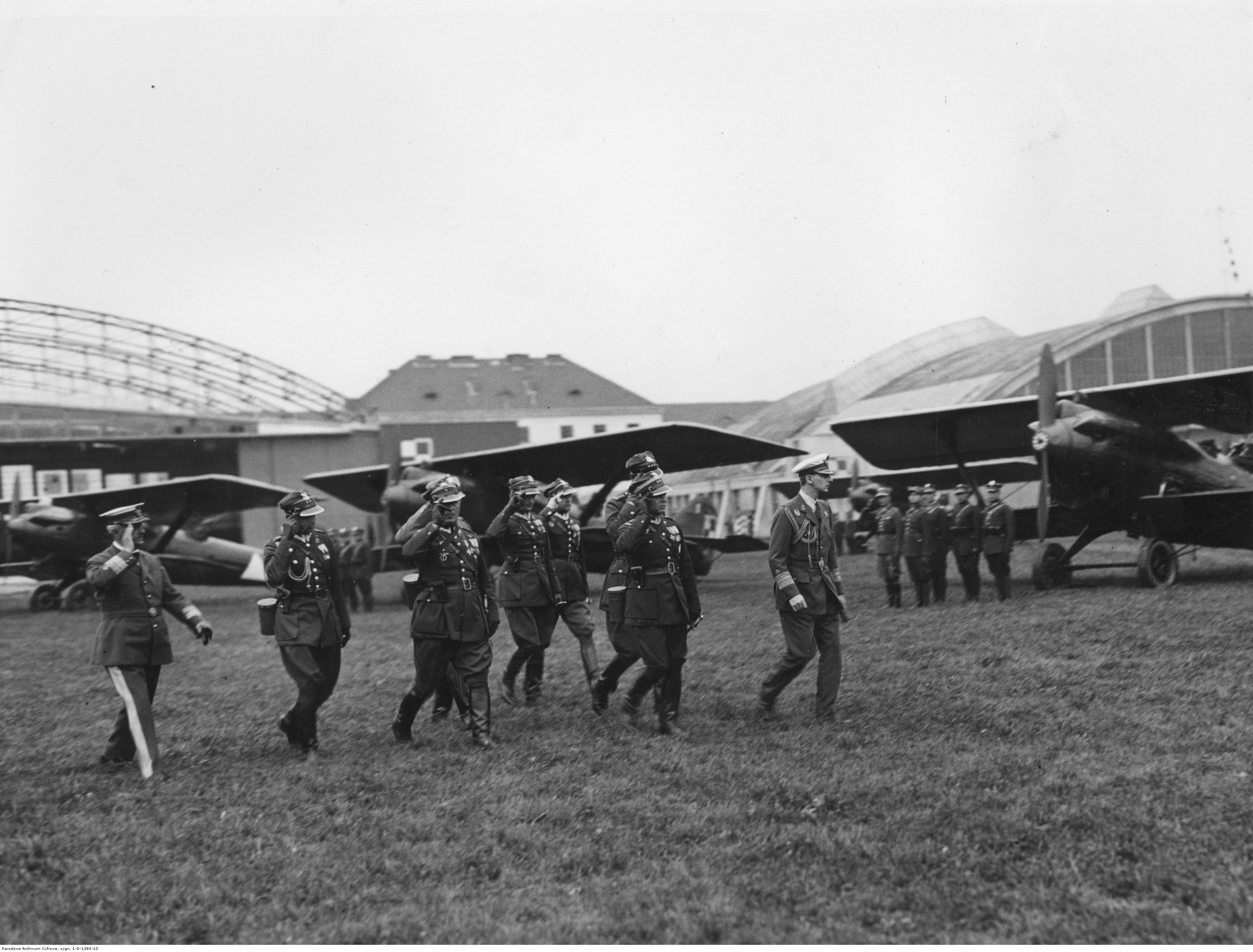
Wizyta brata króla Rumunii księcia Mikołaja - lotnisko wojskowe na Okęciu

1 Pułk Lotniczy (1 plot) – oddział lotnictwa Wojska Polskiego II RP.

## Historia pułku
Pułk został utworzony na lotnisku mokotowskim 19 maja 1921 na bazie powstałych wcześniej eskadr lotniczych: 3, 8, 12 i 16 eskadry wywiadowczej oraz 7 i 19 eskadry myśliwskiej. Ta ostatnia powstała z połączenia dwóch eskadr 18 i 19 przybyłych do Polski wraz z Armią gen. Hallera w 1919 z Francji.
Utworzono wówczas trzy dywizjony, które tworzyły następujące eskadry:
- I dywizjon wywiadowczy – 12 i 16
- III dywizjon myśliwski – 7 i 18
- IV dywizjon wywiadowczy – 3 i 8

Organizatorem i pierwszym dowódcą pułku został ppłk pil. Camillo Perini.

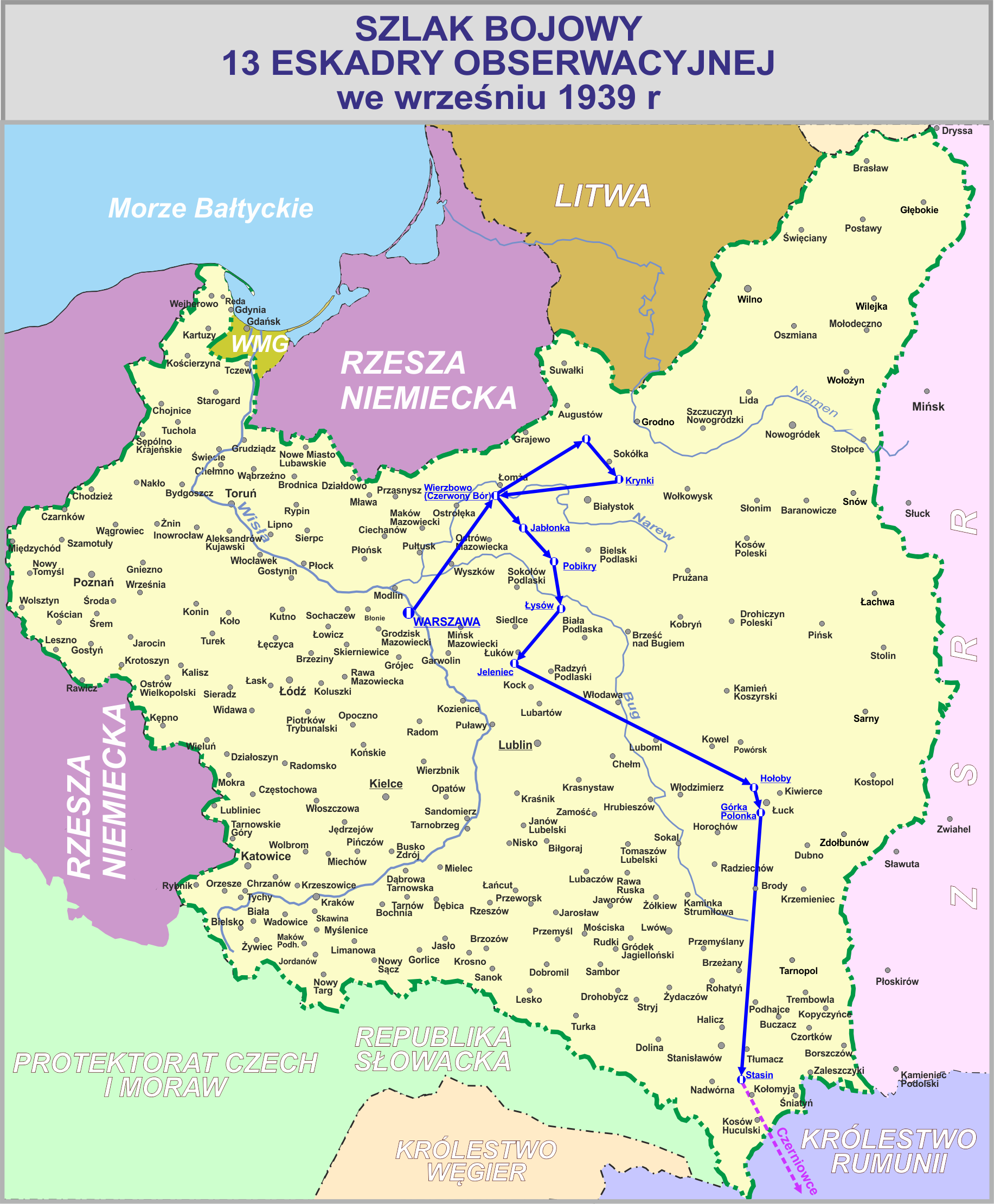

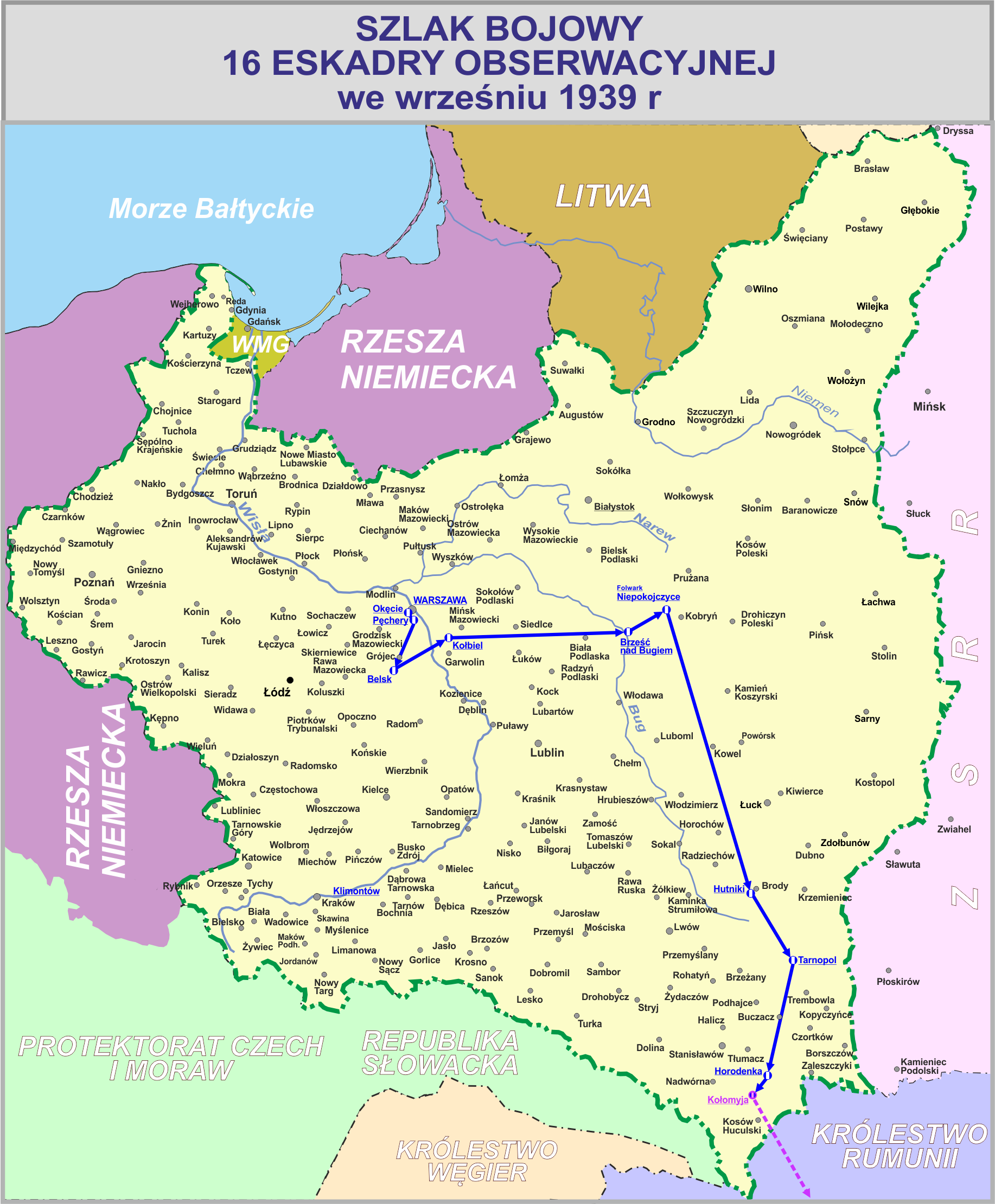

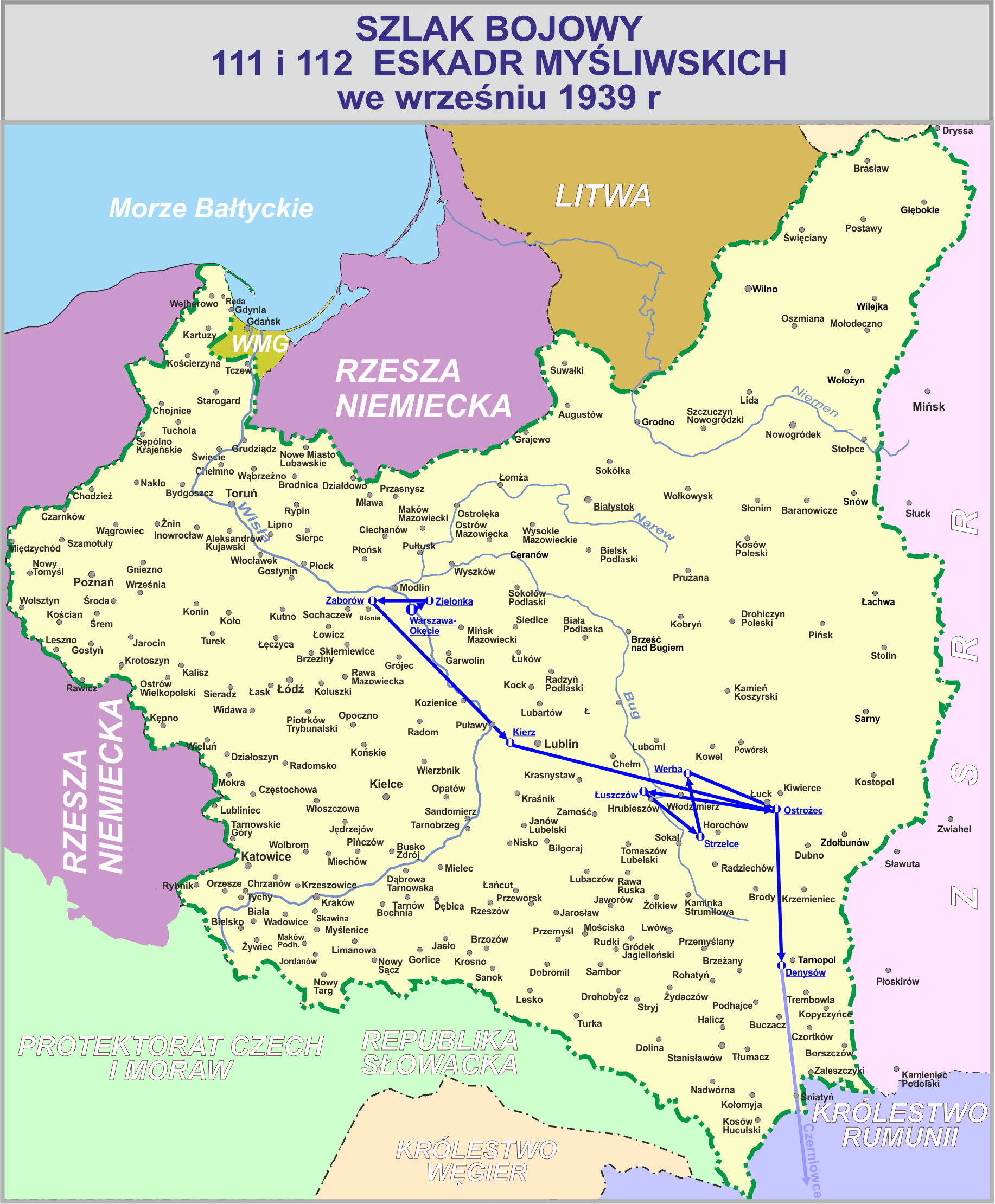

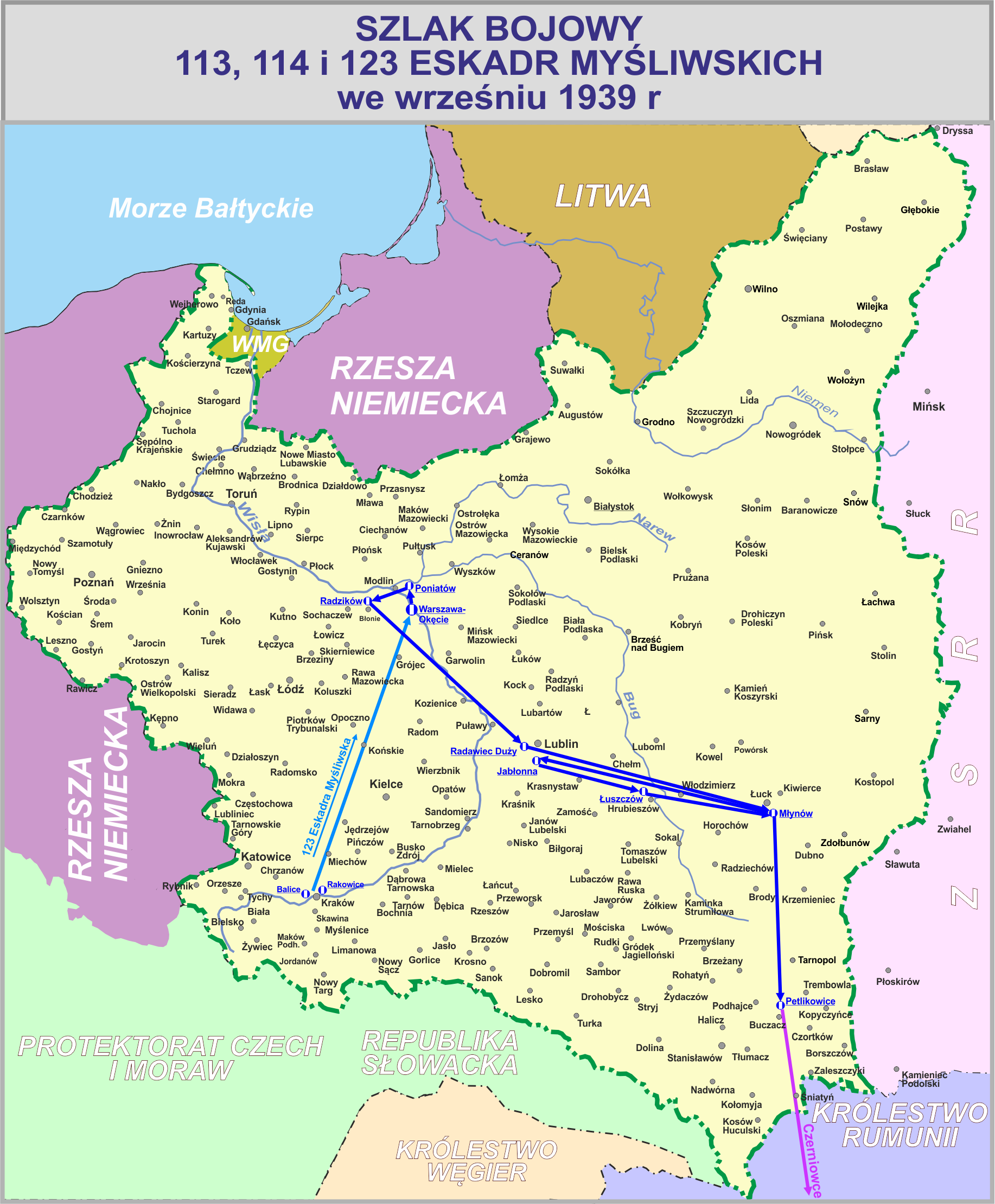

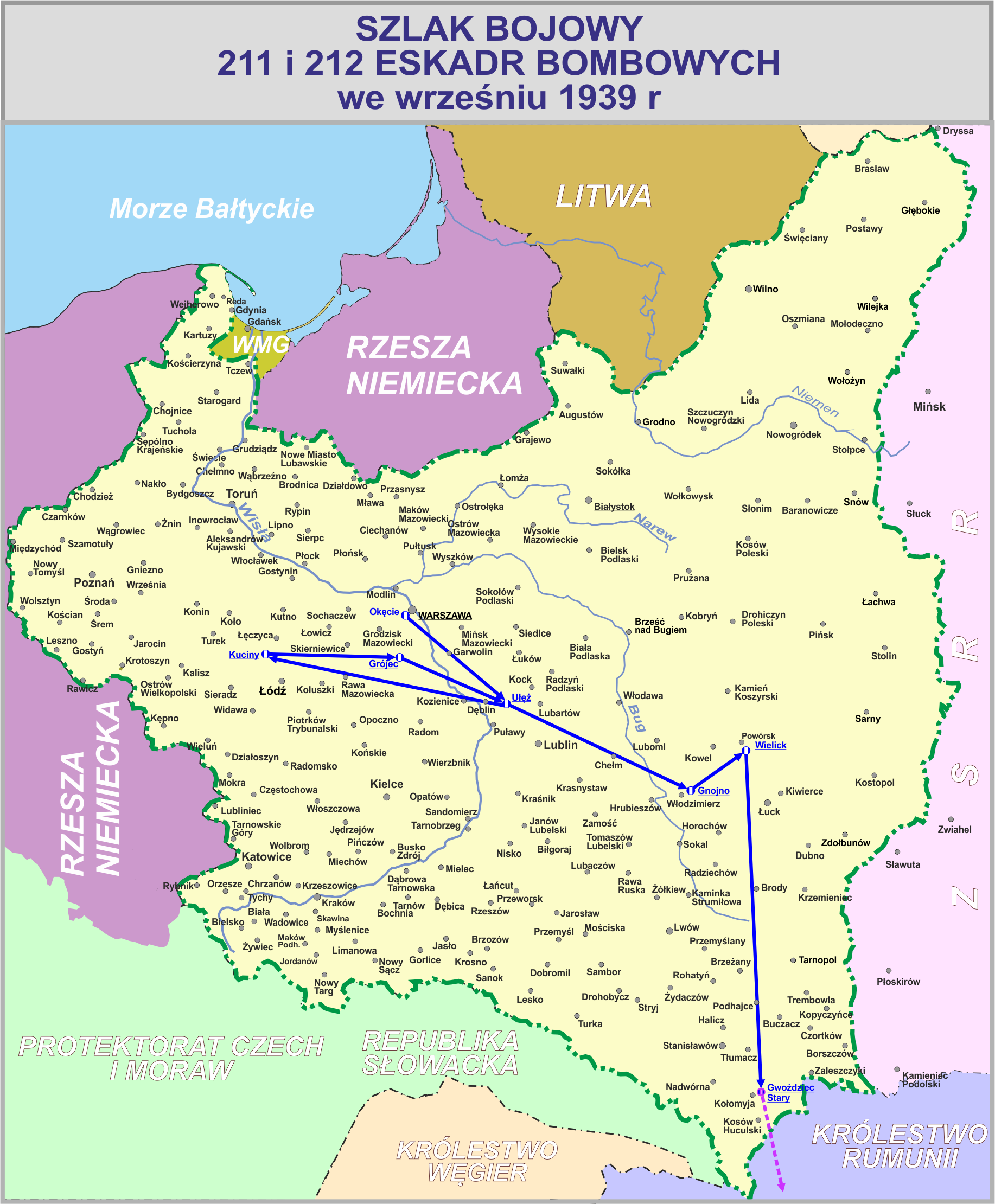

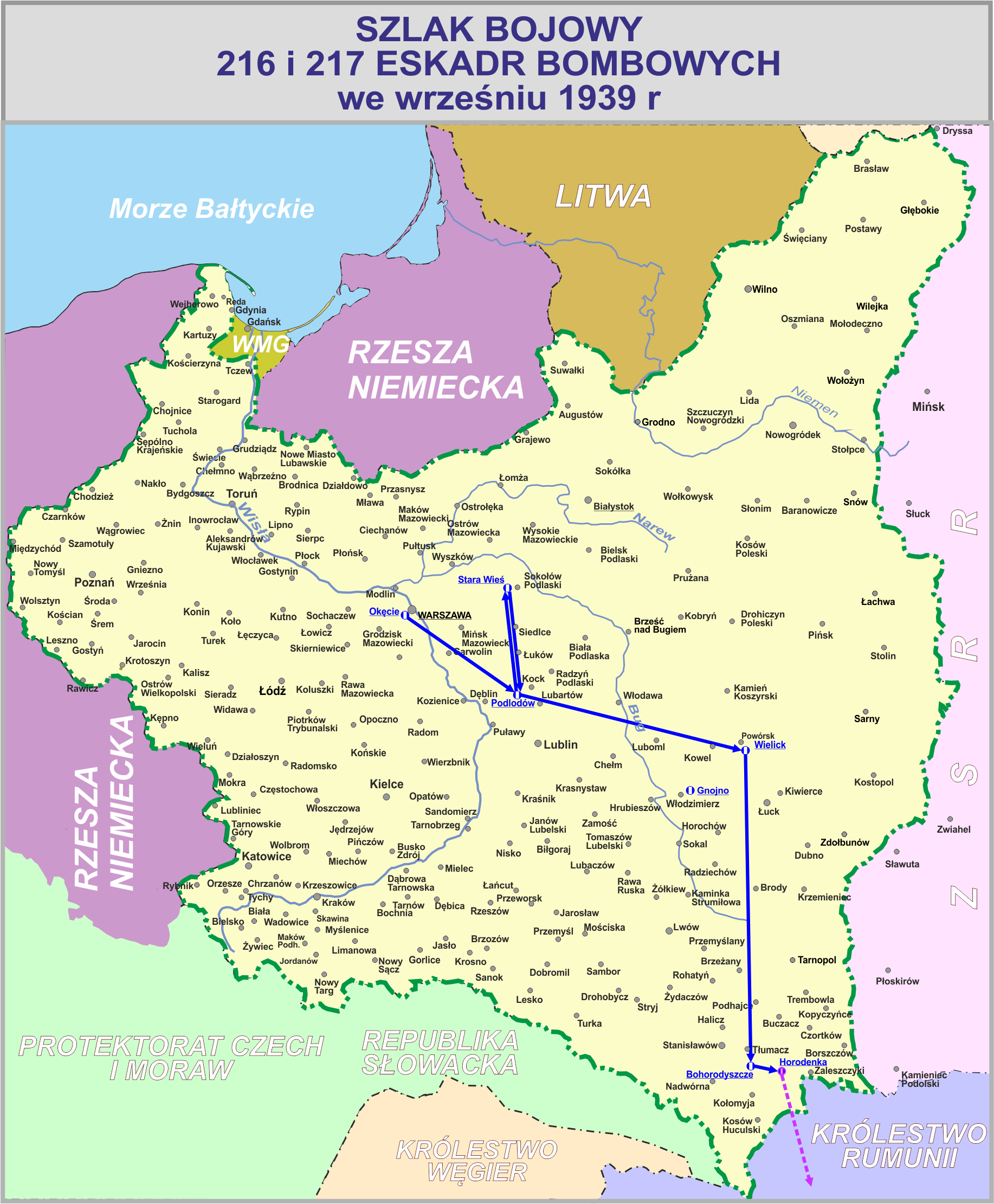

W maju 1922 rozwiązany został IV dywizjon. 3 eskadra wywiadowcza podporządkowana została dowódcy I dywizjonu, natomiast 8 eskadra wywiadowcza włączona w skład 2 pułku lotniczego i przeniesiona do Krakowa.
W 1925, w związku z ujednoliceniem numeracji jednostek w lotnictwie polskim, w pułku zmienione zostały numery eskadr. Dodatkowo utworzono jedną eskadrę liniową. Jednocześnie zwiększono etat eskadry do 10 samolotów. Zmieniono nazwy eskadr wywiadowczych na lotnicze. Pierwsza cyfra numeru eskadry lotniczej oznaczała numer pułku, druga kolejność eskadry.
Pułk składał się z: 11, 12, 13 i 14 eskadry liniowej oraz 121 i 122 eskadry myśliwskiej.
19 maja 1927 roku minister spraw wojskowych marszałek Polski Józef Piłsudski ustalił i zatwierdził dzień 8 sierpnia, jako datę święta pułkowego. 29 lutego 1932 roku minister spraw wojskowych zmienił datę święta pułkowego na 19 maja. Od tego czasu pułk obchodził swoje święto w rocznicę sformowania w 1921 roku.
W 1928 doszło do kolejnej reorganizacji lotnictwa. W 1 pułku lotniczym zlikwidowano 14 eskadrę liniową, a utworzono 211 eskadrę bombową. Również w 1928 eskadry myśliwskie otrzymały nową numerację: 121 została 111 eskadrą, 122 – 112 eskadrą.
W związku z kolejnymi zmianami w lotnictwie w 1929, w 1 pułku utworzono kolejną eskadrę bombową – 212 oraz 113 eskadrę myśliwską początkowo nocną, a później dzienną. Wiosną tego roku pułk wszedł w skład 1 Grupy Aeronautycznej, która w 1936 roku została przemianowana na 1 Grupę Lotniczą.
Kolejne zmiany nastąpiły w 1931 gdy powstała kolejna eskadra bombowa – 213.
29 lutego 1932 roku minister spraw wojskowych zatwierdził wzór i regulamin odznaki pamiątkowej pułku.
W 1933 zlikwidowano 16 eskadrę liniową, a w to miejsce utworzono 13 eskadrę obserwacyjną. Utworzono też kolejną 13 eskadrę myśliwską.
W marcu 1939 rozwiązane zostały dowództwa I/1 dywizjonu liniowego, V/1 dywizjonu bombowego i VI/1 dywizjonu towarzyszącego oraz 11 i 12 eskadry liniowe, a także 214 i 215 eskadry bombowe.

## Struktura organizacyjna pułku
| Lata | Dywizjony               | Eskadry                 | Samoloty                     | Samoloty    |
| Lata | Dywizjony               | Eskadry                 | Typy                         | Numery      |
| ---- | ----------------------- | ----------------------- | ---------------------------- | ----------- |
| 1921 | I dywizjon              | 12 eskadra wywiadowcza  | SVA-10                       |             |
| 1921 | I dywizjon              | 16 eskadra wywiadowcza  | Breguet XIV A2               |             |
| 1921 | III dywizjon            | 7 eskadra myśliwska     | A.1                          |             |
| 1921 | III dywizjon            | 18 eskadra myśliwska    | SPAD S.XIII A-1              |             |
| 1921 | IV dywizjon             | 3 eskadra wywiadowcza   | Bristol FB.2 Fighter         |             |
| 1921 | IV dywizjon             | 8 eskadra wywiadowcza   | LWG (różnych wersji) DFW C.V |             |
| 1930 | I dywizjon liniowy      | 11 eskadra liniowa      | Breguet XIX                  | 02 – 11     |
| 1930 | I dywizjon liniowy      | 12 eskadra liniowa      | Potez XXV                    |             |
| 1930 | I dywizjon liniowy      | 13 eskadra liniowa      |                              |             |
| 1930 | III dywizjon            | 111 eskadra myśliwska   |                              |             |
| 1930 | III dywizjon            | 112 eskadra myśliwska   |                              |             |
| 1930 | II dywizjon             | 211 eskadra bombowa     | Fokker                       |             |
| 1930 | II dywizjon             | 212 eskadra bombowa     | Fokker                       |             |
| 1930 | II dywizjon             | 113 eskadra myśliwska N |                              |             |
| 1930 | dywizjon szkolny        | eskadra treningowa      |                              |             |
| 1930 | dywizjon szkolny        | eskadra szkolna         |                              |             |
| 1936 |                         | 11 eskadra liniowa      | PZL-23 „Karaś”               |             |
| 1936 |                         | 12 eskadra liniowa      | Breguet XIX                  |             |
| 1936 | III dywizjon myśliwski  | 111 eskadra myśliwska   |                              |             |
| 1936 | III dywizjon myśliwski  | 112 eskadra myśliwska   |                              | 50 do 59    |
| 1936 | 113 eskadra myśliwska   |                         |                              |             |
| 1936 | 114 eskadra myśliwska   |                         |                              |             |
| 1936 | 113 N eskadra myśliwska |                         |                              |             |
| 1936 |                         | 211 eskadra bombowa     |                              | od 82 do 87 |
| 1936 |                         | 212 eskadra bombowa     |                              | od 88 do 93 |
| 1936 | 213 eskadra bombowa     |                         |                              |             |
| 1936 | 13 eskadra towarzysząca |                         |                              |             |
| 1937 |                         | 11 eskadra liniowa      | PZL-23 „Karaś”               |             |
| 1937 | 12 eskadra liniowa      |                         |                              |             |
| 1937 | III dywizjon myśliwski  | 111 esakadra myśliwska  |                              |             |
| 1937 | III dywizjon myśliwski  | 112 eskadra myśliwska   |                              |             |
| 1937 | IV dywizjon myśliwski   | 113 eskadra myśliwska   | PZL P.7                      | od 62 do 71 |
| 1937 | IV dywizjon myśliwski   | 114 eskadra myśliwska   | PZL P.11                     |             |
| 1937 | 113N eskadra myśliwska  |                         |                              |             |
| 1937 | 211 eskadra bombowa     |                         |                              |             |
| 1937 | 212 eskadra bombowa     |                         |                              |             |
| 1937 | 213 eskadra bombowa     |                         |                              |             |
| 1937 | 13 eskadra towarzysząca |                         |                              |             |
| 1937 | 16 eskadra towarzysząca |                         |                              |             |

| Organizacja pokojowa pułku w marcu 1939 | Organizacja pokojowa pułku w marcu 1939 | Organizacja pokojowa pułku w marcu 1939 |
| --------------------------------------- | --------------------------------------- | --------------------------------------- |
| Dowództwo                               |                                         |                                         |
| dywizjon szkolny                        | eskadra treningowa                      |                                         |
| dywizjon szkolny                        | eskadra szkolna                         |                                         |
| dywizjon szkolny                        | kompania szkolna                        |                                         |
| Zgrupowanie Myśliwskie                  | III/1 dywizjon myśliwski                | 111 eskadra myśliwska                   |
| Zgrupowanie Myśliwskie                  | III/1 dywizjon myśliwski                | 112 eskadra myśliwska                   |
| Zgrupowanie Myśliwskie                  | IV/1 dywizjon myśliwski                 | 113 eskadra myśliwska                   |
| Zgrupowanie Myśliwskie                  | IV/1 dywizjon myśliwski                 | 114 eskadra myśliwska                   |
| Zgrupowanie Bombowe                     | ćwiczebna eskadra bombowa               |                                         |
| Zgrupowanie Bombowe                     | 213 eskadra bombowa rezerwowa           |                                         |
| Zgrupowanie Bombowe                     | 210 dywizjon bombowy                    | 211 eskadra bombowa                     |
| Zgrupowanie Bombowe                     | 210 dywizjon bombowy                    | 212 eskadra bombowa                     |
| Zgrupowanie Bombowe                     | 215 dywizjon bombowy                    | 216 eskadra bombowa                     |
| Zgrupowanie Bombowe                     | 215 dywizjon bombowy                    | 217 eskadra bombowa                     |
| Zgrupowanie Bombowe                     | 220 dywizjon bombowy                    | 221 eskadra bombowa                     |
| Zgrupowanie Bombowe                     | 220 dywizjon bombowy                    | 222 eskadra bombowa                     |
| VI dywizjon towarzyszący                | 13 eskadra towarzysząca                 |                                         |
| VI dywizjon towarzyszący                | 16 eskadra towarzysząca                 |                                         |
| VI dywizjon towarzyszący                | 19 eskadra towarzysząca                 |                                         |
| Baza Lotnicza                           | park                                    |                                         |
| Baza Lotnicza                           | oddział portowy                         |                                         |
| Baza Lotnicza                           | pododdział portowy w Brześciu n. B.     |                                         |

W sierpniu 1939 w trakcie mobilizacji 1 pułk lotniczy został rozwiązany. Rozformowana została także 19 eskadra towarzysząca. Pozostałe eskadry zostały rozdzielone. Eskadry myśliwskie weszły w skład Brygady Pościgowej, eskadry bombowe w skład Brygady Bombowej, 13 eskadrę obserwacyjną skierowano do lotnictwa Samodzielnej Grupy Operacyjnej "Narew", a 16 eskadrę obserwacyjną do lotnictwa dyspozycyjnego Naczelnego Wodza.

## Żołnierze pułku
Dowódcy pułku

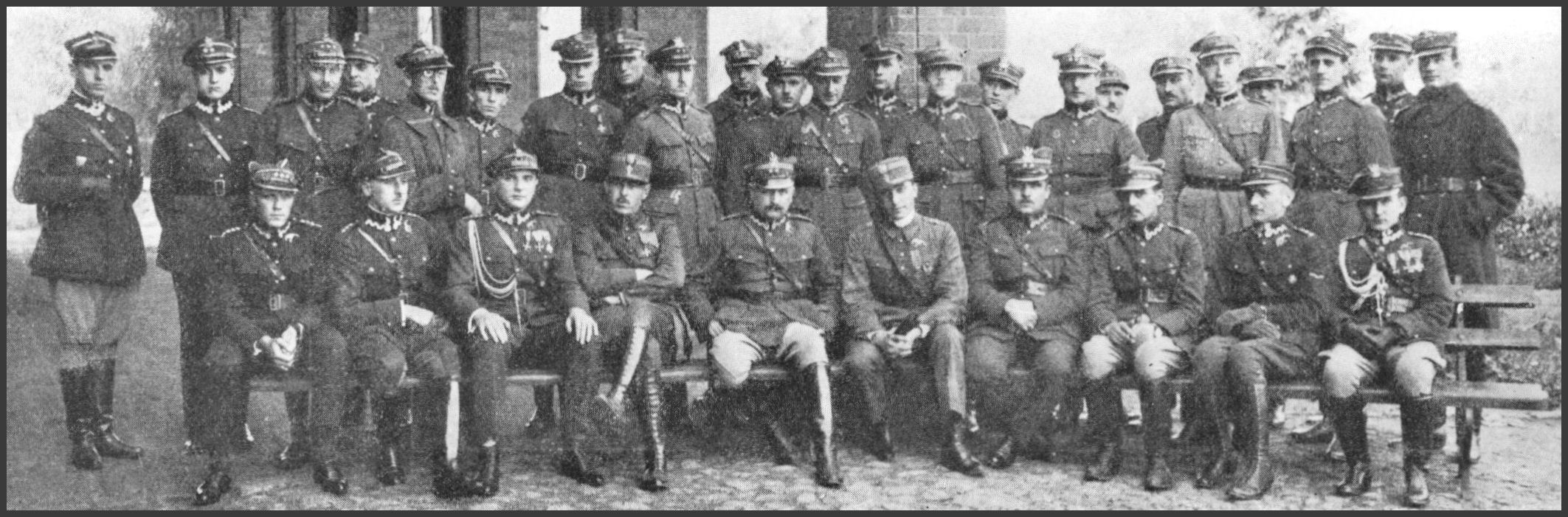
Kadra 1 pułku lotniczego w 1922 z gośćmi z Rumunii

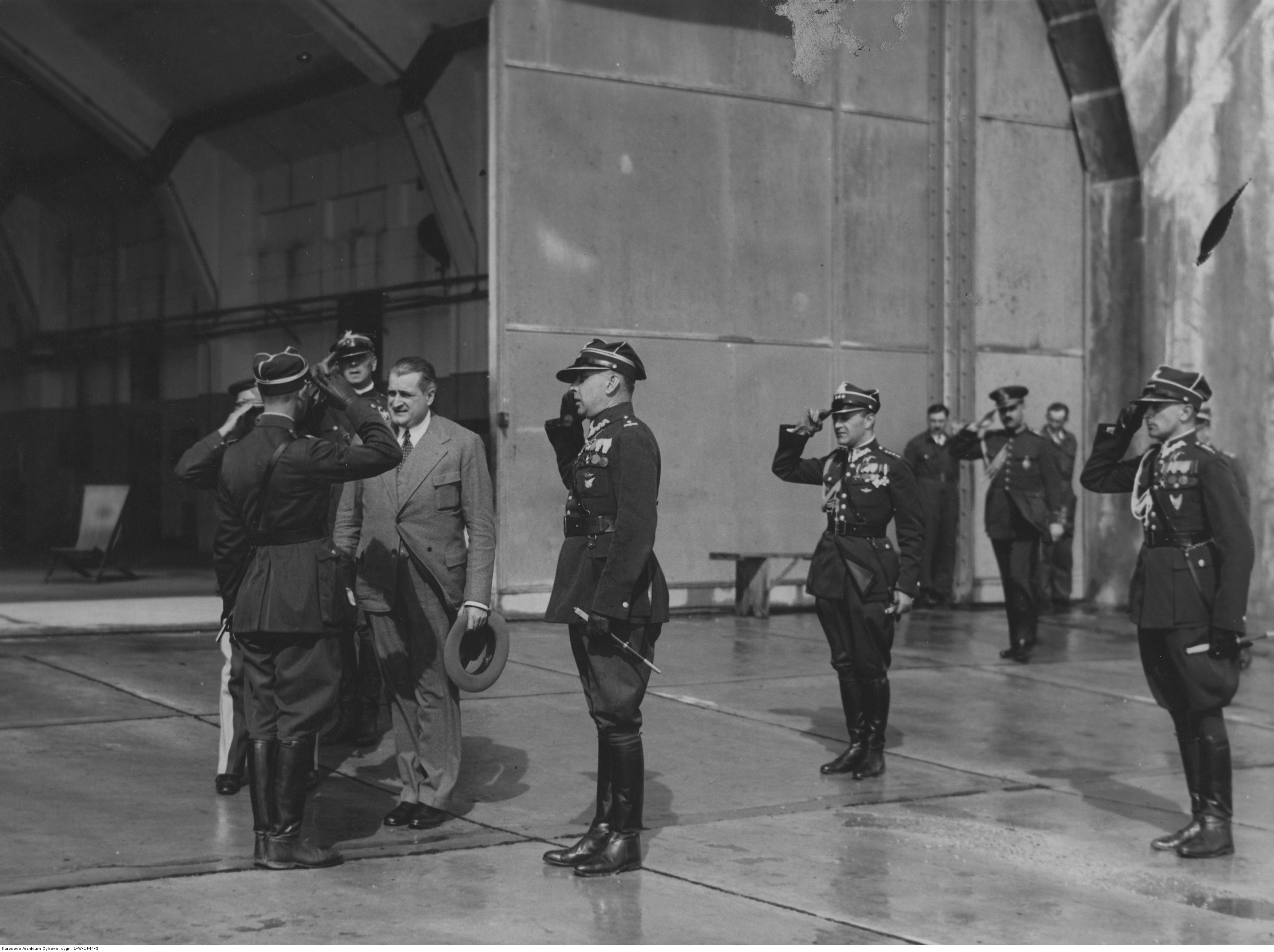
Wizyta lotników rumuńskich w Polsce - powitanie na lotnisku Okęcie przed hangarami 1 plot; 22 czerwca 1933

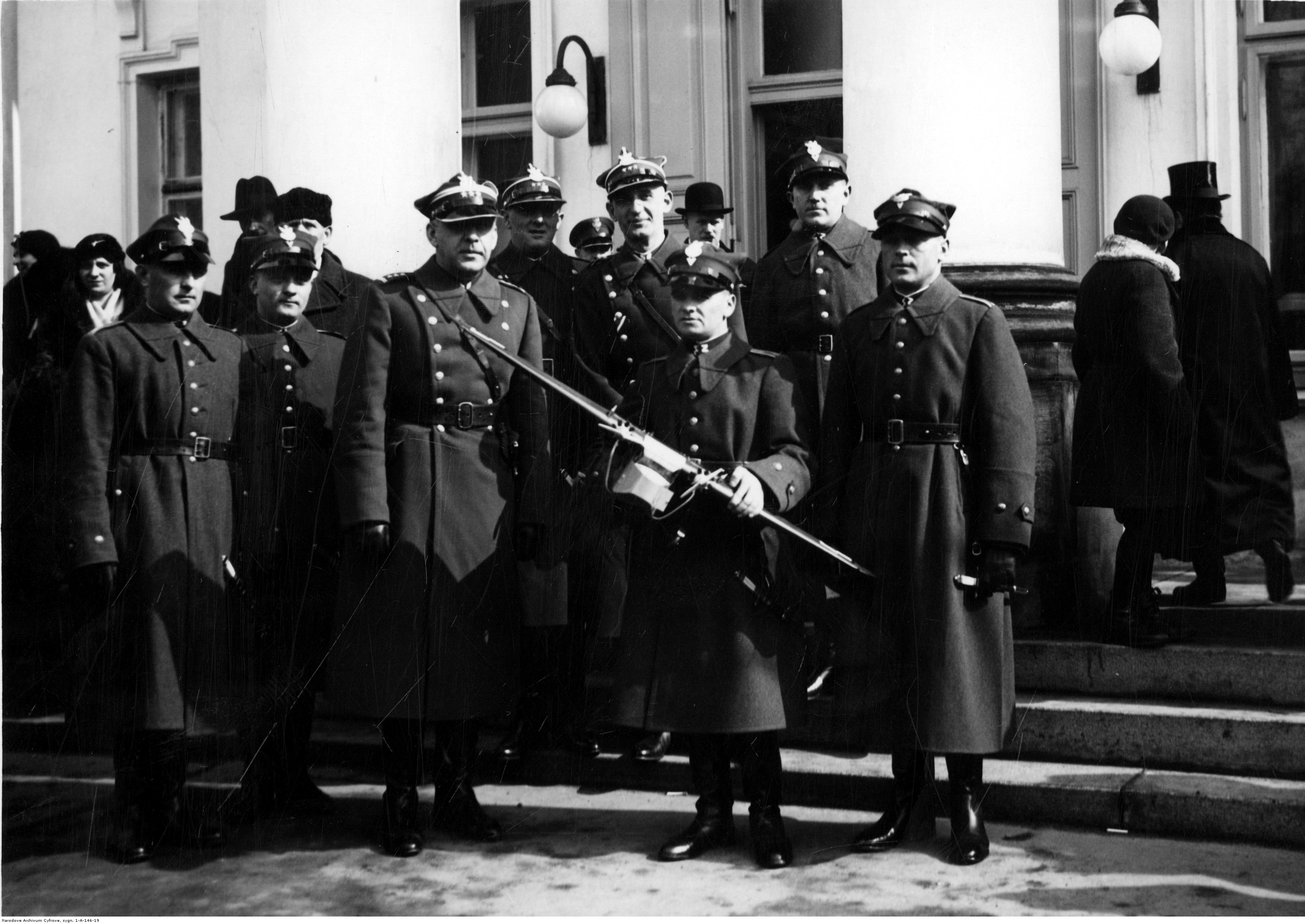
Uroczystości imieninowe Józefa Piłsudskiego - delegacja 1 plot z płk. Władysławem Kalkusem (3. z lewej) na dziedzińcu Belwederu; 19 marca 1935

- płk pil. Camillo Perini (V 1921 – III 1922 → dowódca 3 plot.)
- ppłk pil. inż. Antoni Buckiewicz (III 1922 – V 1926)
- płk pil. Jan Sendorek (V 1926 – 27 IV 1929 → dowódca 1 Grupy Lotniczej)
- mjr / ppłk pil. Franciszek Wieden (27 IV 1929 – II 1933)
- ppłk pil. Władysław Kalkus (III 1933 – XI 1935)
- ppłk obs. Władysław Heller (XI 1935 – VII 1938)
- płk pil. Stefan Pawlikowski (VII 1938 – VIII 1939 → dowódca Brygady Pościgowej)

Zastępcy dowódcy pułku
- ppłk dr Leon Loria (od 1 III 1925)
- ppłk SG Zbigniew Belina-Prażmowski-Kryński (do 31 X 1927 → Oddział IV SG)
- ppłk SG Stanisław Kuźmiński (31 X 1927 - 5 XI 1928 → szef wydziału w Dep. Lot. MSWojsk.)
- mjr Władysław Kalkus (5 XI 1928 - 27 IV 1929 → dowódca 3 plot.)
- mjr dypl. Bohdan Kwieciński (IV 1929[7] – VI 1930[8])
- ppłk pil. Edward I Lewandowski (VI 1930[8] – I 1931[9])
- mjr / ppłk pil. Teofil Dziama (II 1931[9] – 30 IV 1935 → stan spoczynku)
- mjr / ppłk pil. Stefan Pawlikowski (1934 - VIII 1938 → dowódca 1 plot.)
- ppłk pil. Zygmunt Pistl (1939)

### Żołnierze pułku – ofiary zbrodni katyńskiej
Biogramy zamordowanych znajdują się na stronie internetowej Muzeum Katyńskiego
| Nazwisko i imię        | stopień              | zawód             | miejsce pracy przed mobilizacją           | zamordowany |
| ---------------------- | -------------------- | ----------------- | ----------------------------------------- | ----------- |
| Kawecki Teodor         | podporucznik rezerwy |                   | dyr. Biura Wojewódzkiego LOOP w Warszawie | Katyń       |
| Kiełbasiński Stanisław | porucznik st. sp.    |                   |                                           | Katyń       |
| Łukomski Kazimierz     | podporucznik rezerwy |                   | Urząd Miar i Wag w Lublinie               | Katyń       |
| Martin Piotr           | podporucznik rezerwy | inżynier          | Urząd Patentowy m. Warszawy               | Katyń       |
| Paszkowski Kazimierz   | podporucznik rezerwy | nauczyciel        | szkoła powszechna w Łomży                 | Katyń       |
| Pietrzak Franciszek    | kapitan              | żołnierz zawodowy |                                           | Katyń       |
| Stec Mieczysław        | podporucznik rezerwy |                   | Zakłady Lotnicze na Okęciu                | Katyń       |
| Wróblewski Kazimierz   | porucznik w st. sp.  | żołnierz zawodowy |                                           | Katyń       |
| Barski Kazimierz       | kapitan              | żołnierz zawodowy |                                           | Charków     |
| Dergiman Ryszard       | podporucznik         | żołnierz zawodowy |                                           | Charków     |
| Ołubczyński Józef      | porucznik rezerwy    | żołnierz zawodowy | (e)                                       | Charków     |
| Biliński Stanisław     | kapral               |                   |                                           | ULK         |

## Używane w pułku samoloty (lata użycia)
- Bristol F.2B Fighter (1921-1924)
- Ansaldo SVA-10 (1921-1924)
- Breguet XIV A2 (1921-1924)
- Ansaldo A-1 Balilla (1921-1925)
- SPAD XIII (1921-1927)
- Potez XV A2 (1925-1926)
- Potez XV B2 (1925-1926)
- SPAD 61C1 (1925-1932)
- SPAD 51C1 (1927-1932)
- Potez XXVII A2 (1927-1929)
- Breguet XIX B2 (1927-1933)
- Farman F-68BN4 Goliath (1928-1930)
- Potez XXV A2 (1929-1931)
- Potez XXV B2 (1929-1931)
- PZL Ł-2 (1931-1932)
- Breguet XIX B2 (1929-1934)
- Fokker F.VIIB/3m (1930-1938)
- PZL P.7a (1932-1934)
- PZL P.11a (1934-1939)
- PZL P.11c (1934-1939)
- Lublin R-XIII (1933-1939)
- RWD-14 (1938-1939)
- PZL 37A (1938-1939)
- PZL 37B (1938-1939)

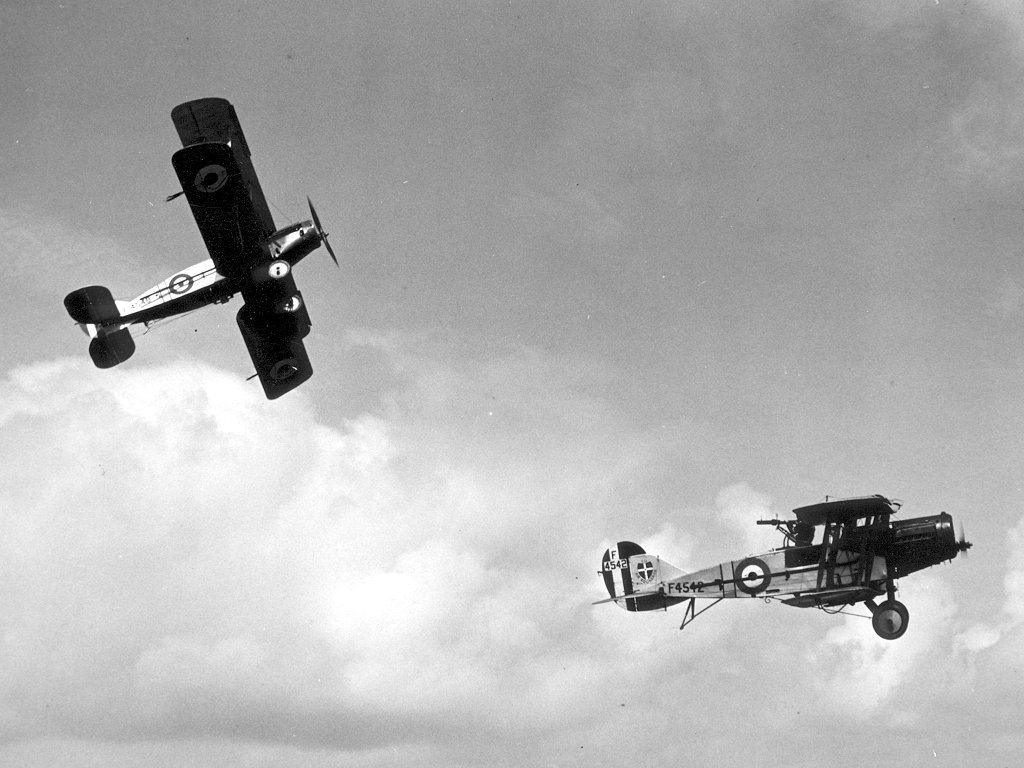
Bristol F.2B Fighter
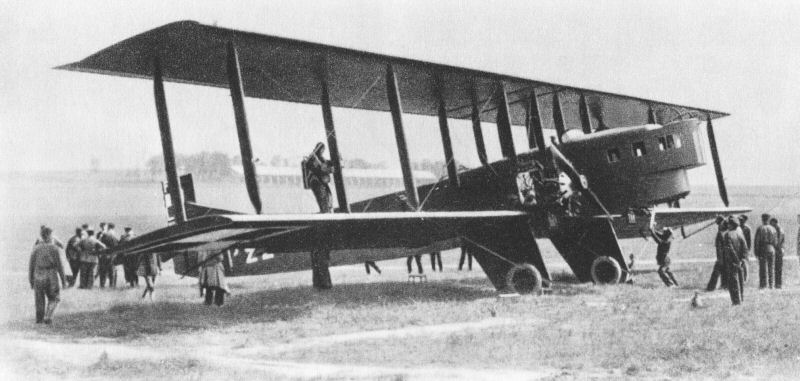
Farman F-68 Goliath
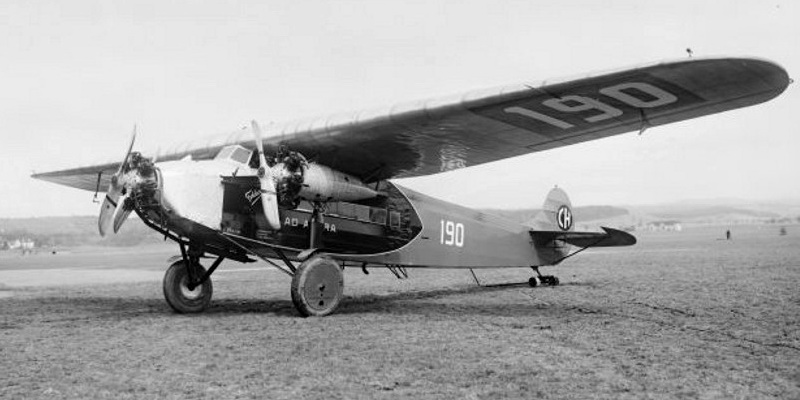
Fokker F.VIIB/3m
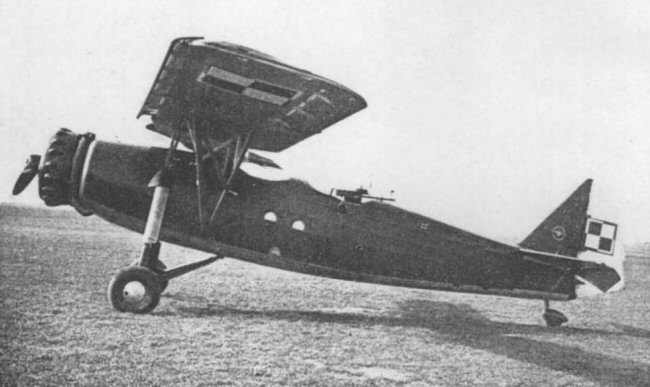
RWD-14 Czapla
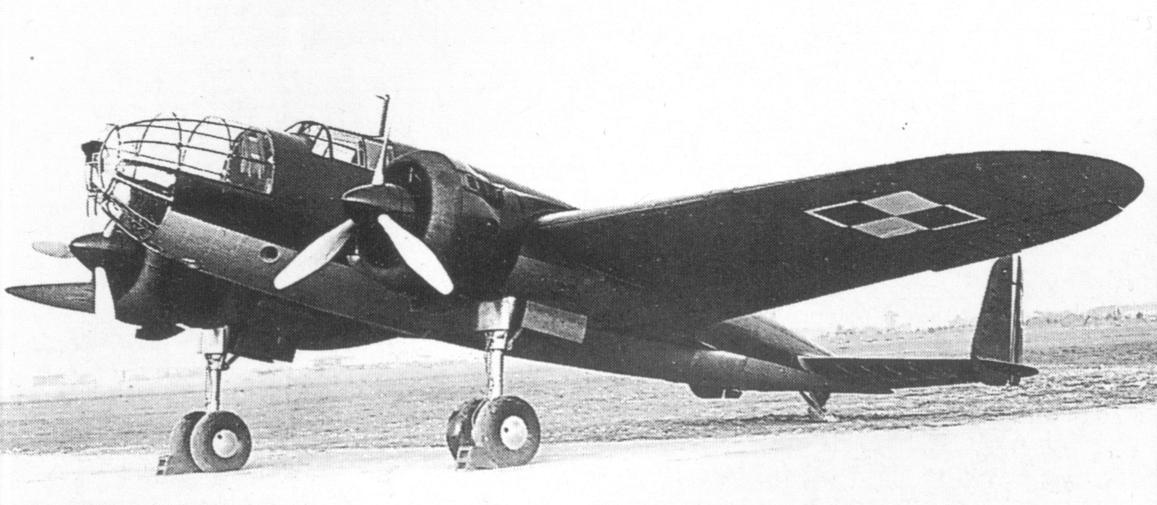
PZL.37 Łoś

### Odznaka pułkowa i znaki na samolotach

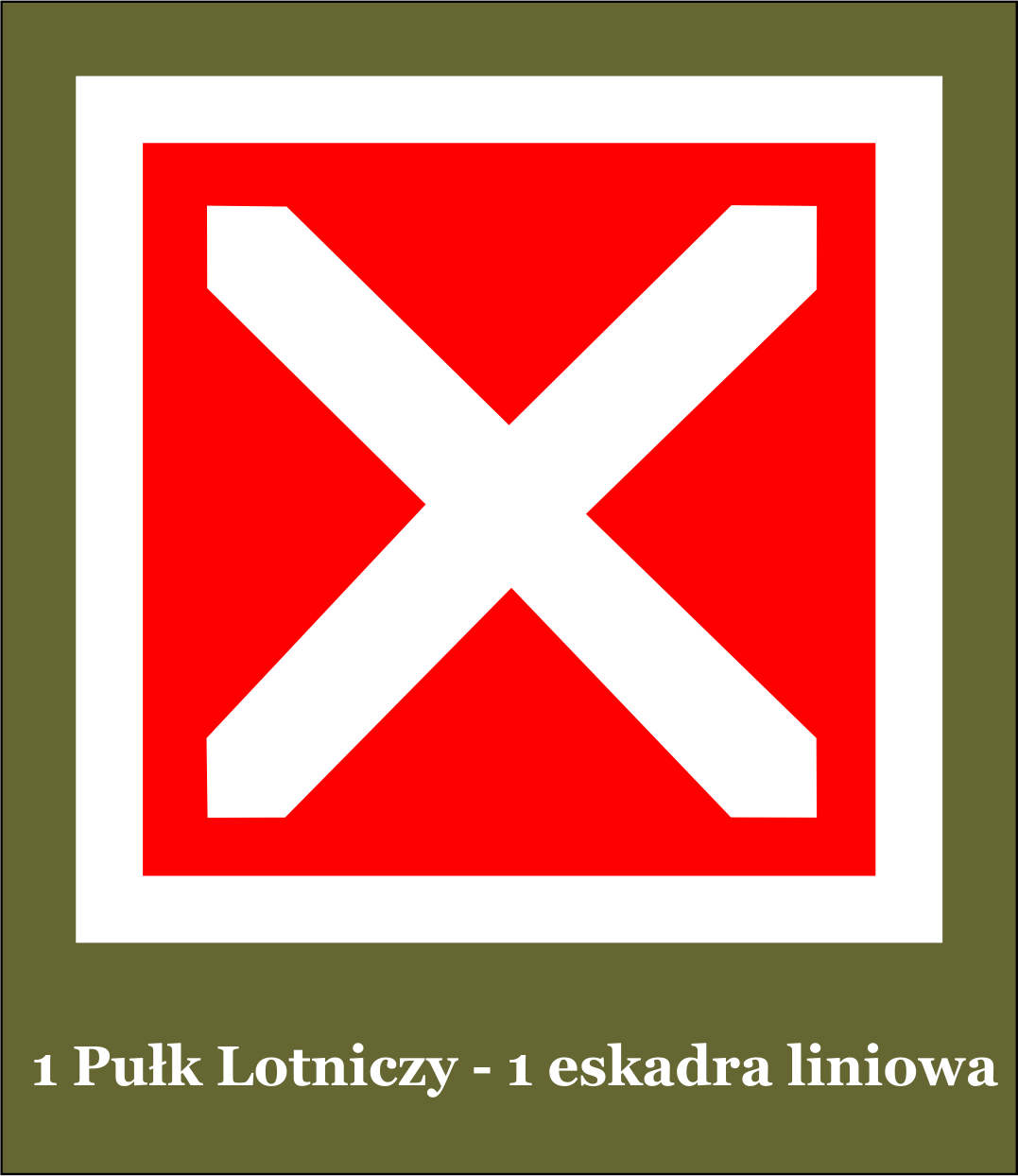
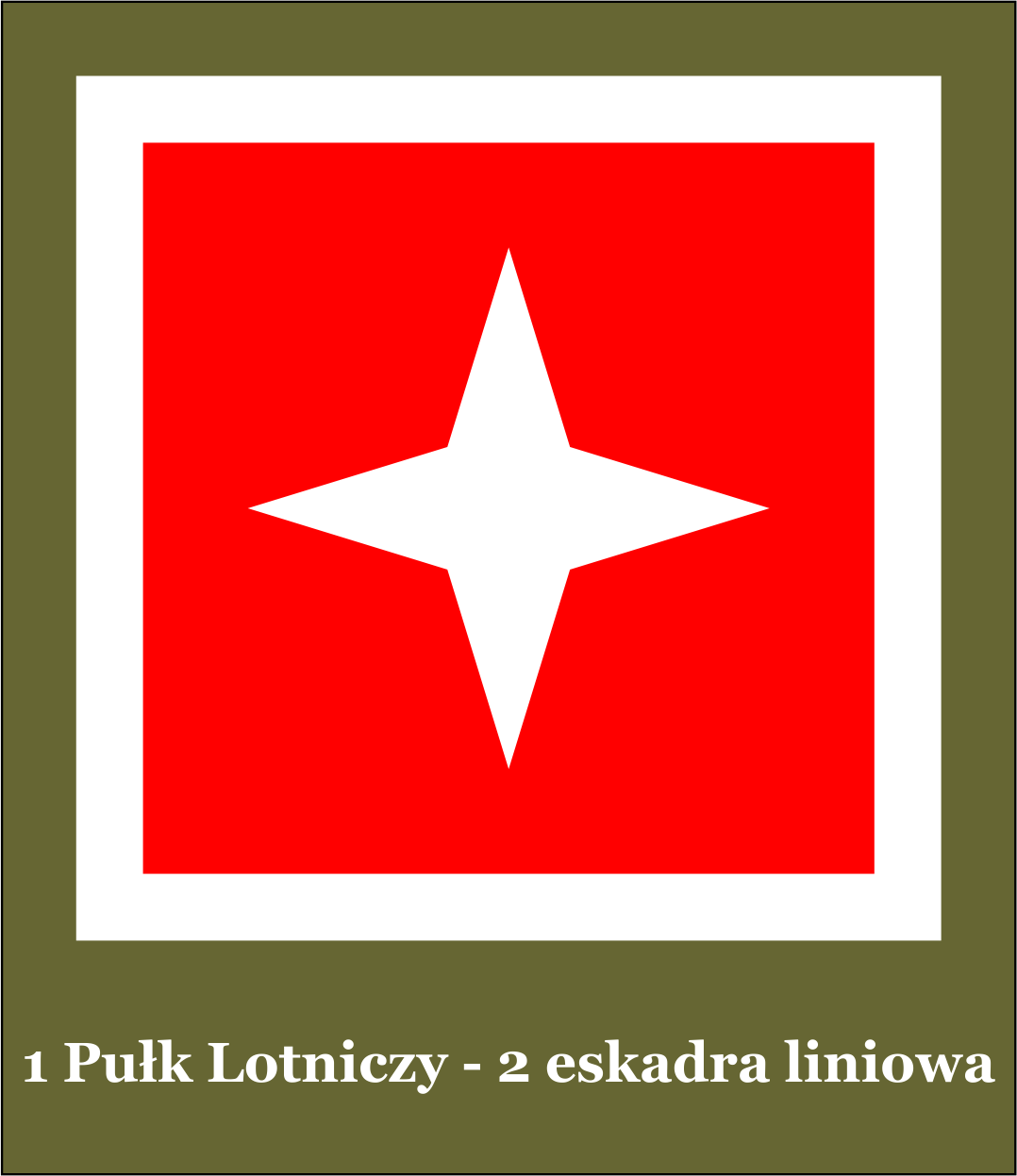
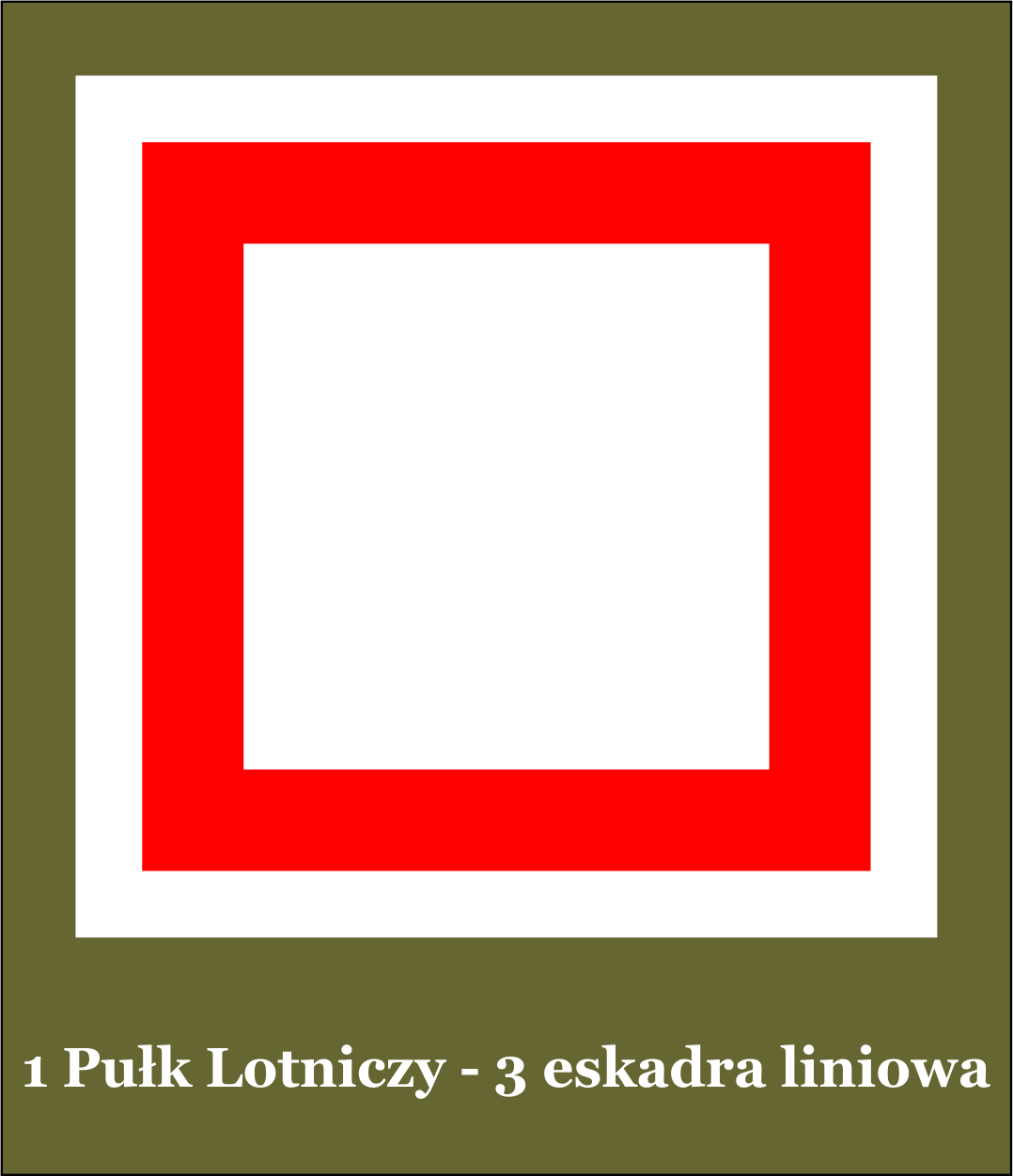
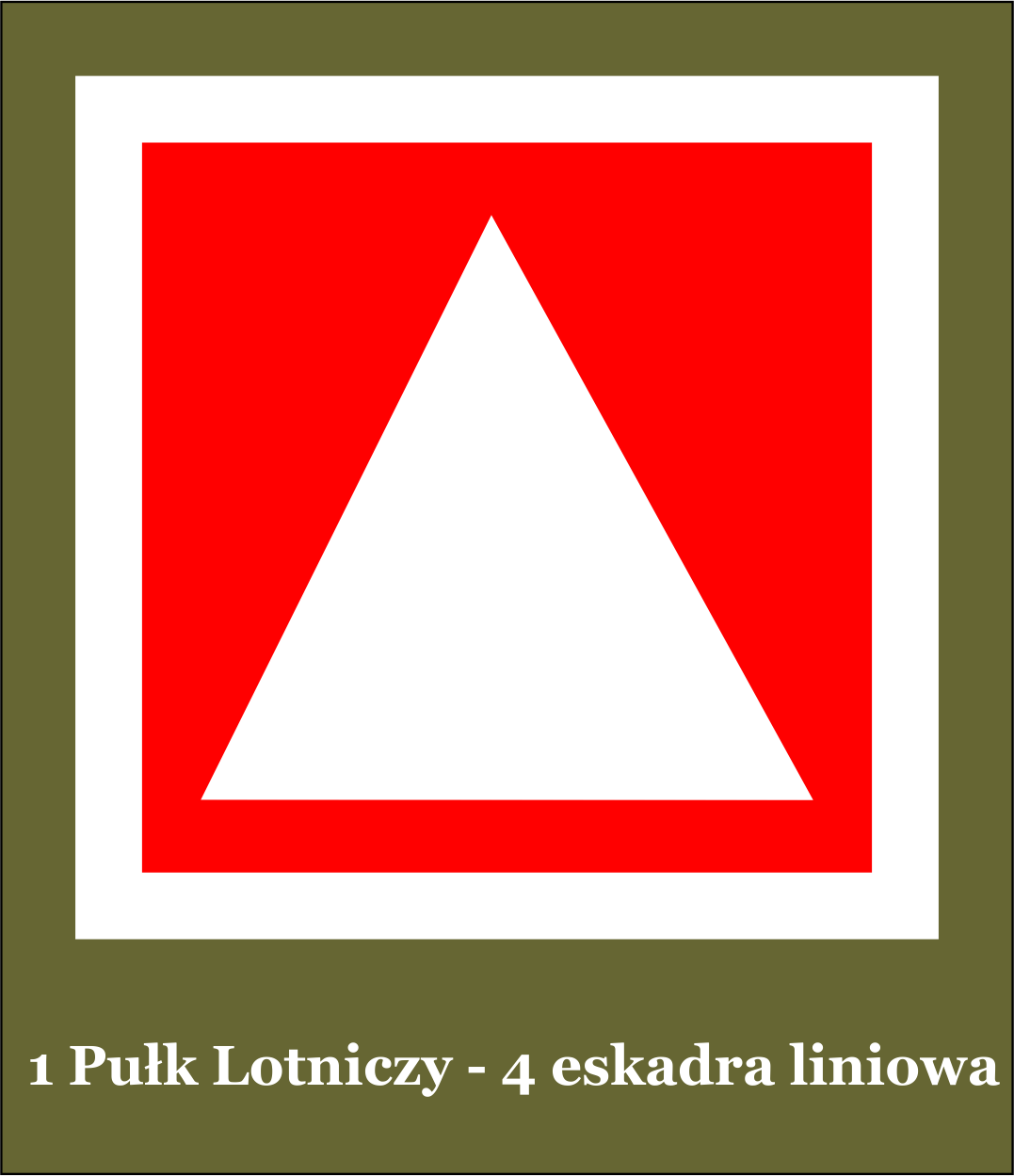
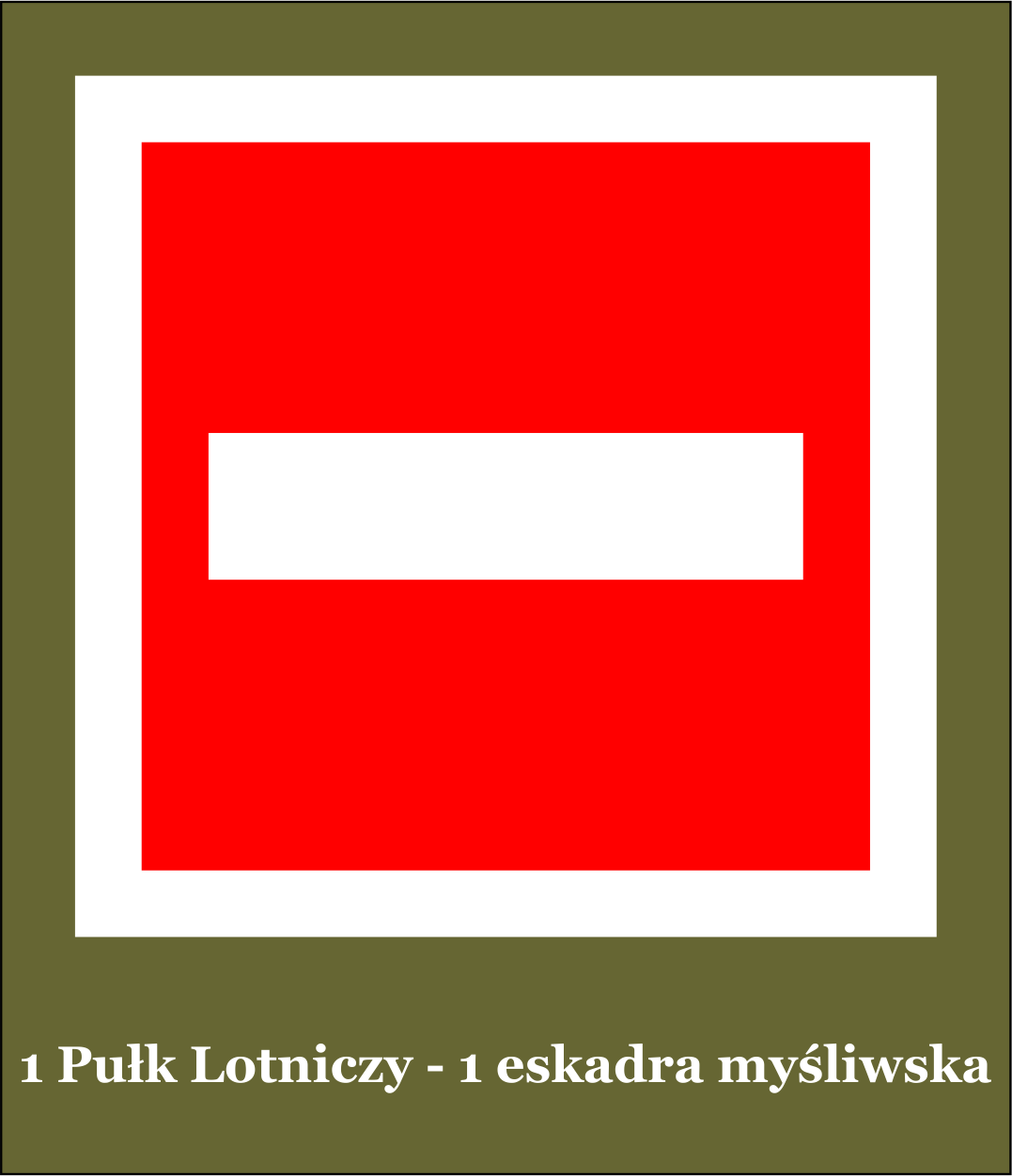
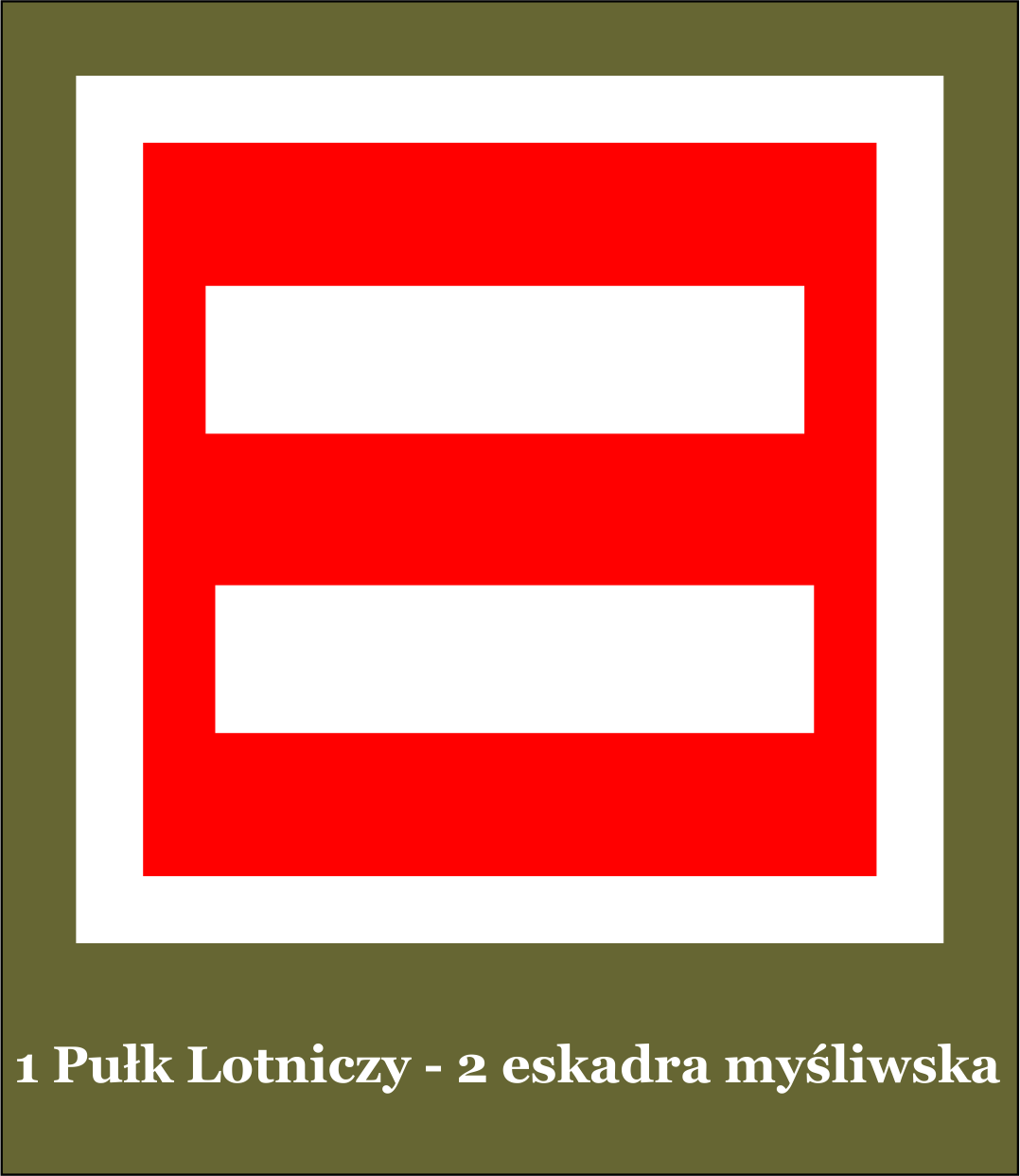
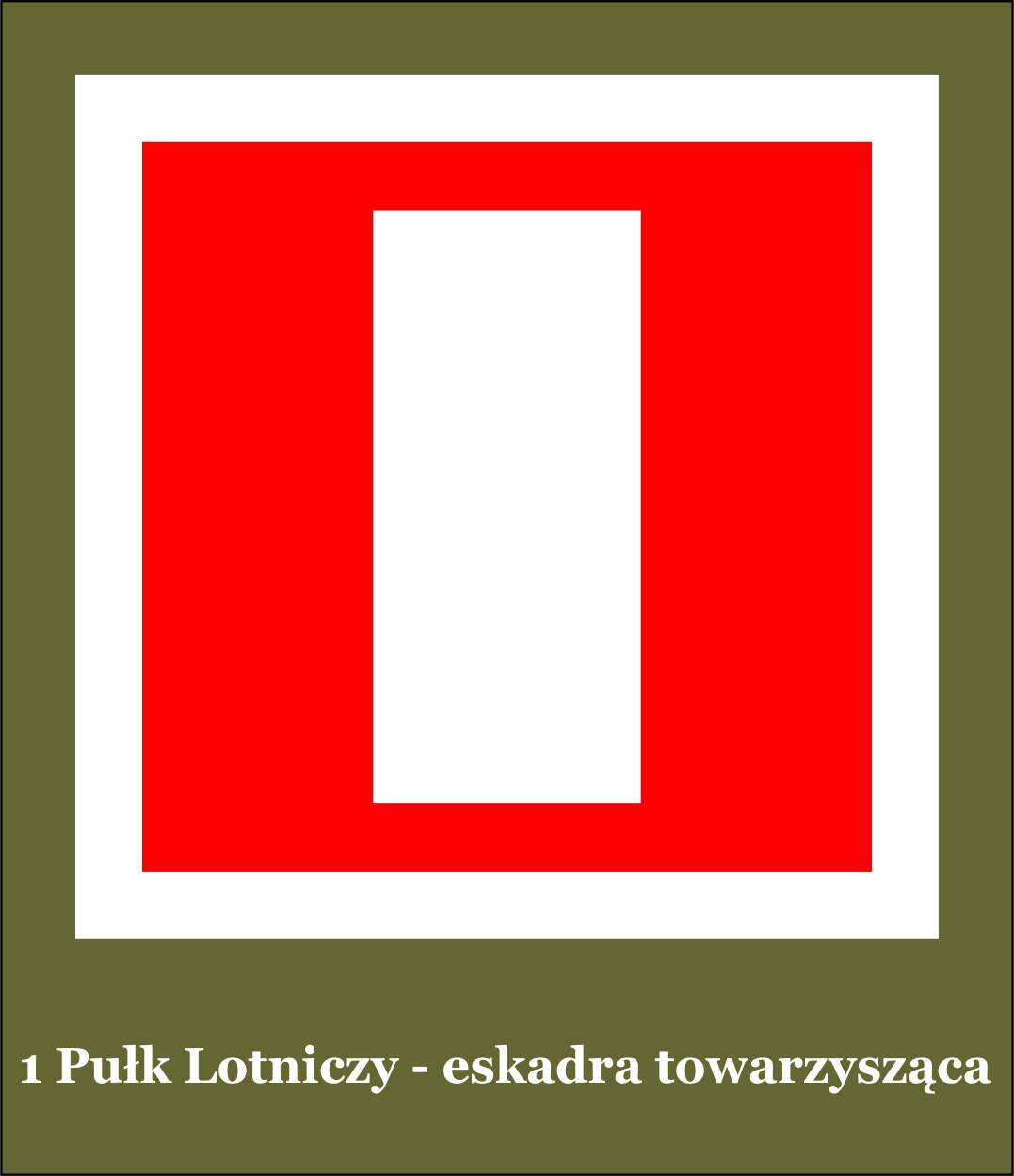

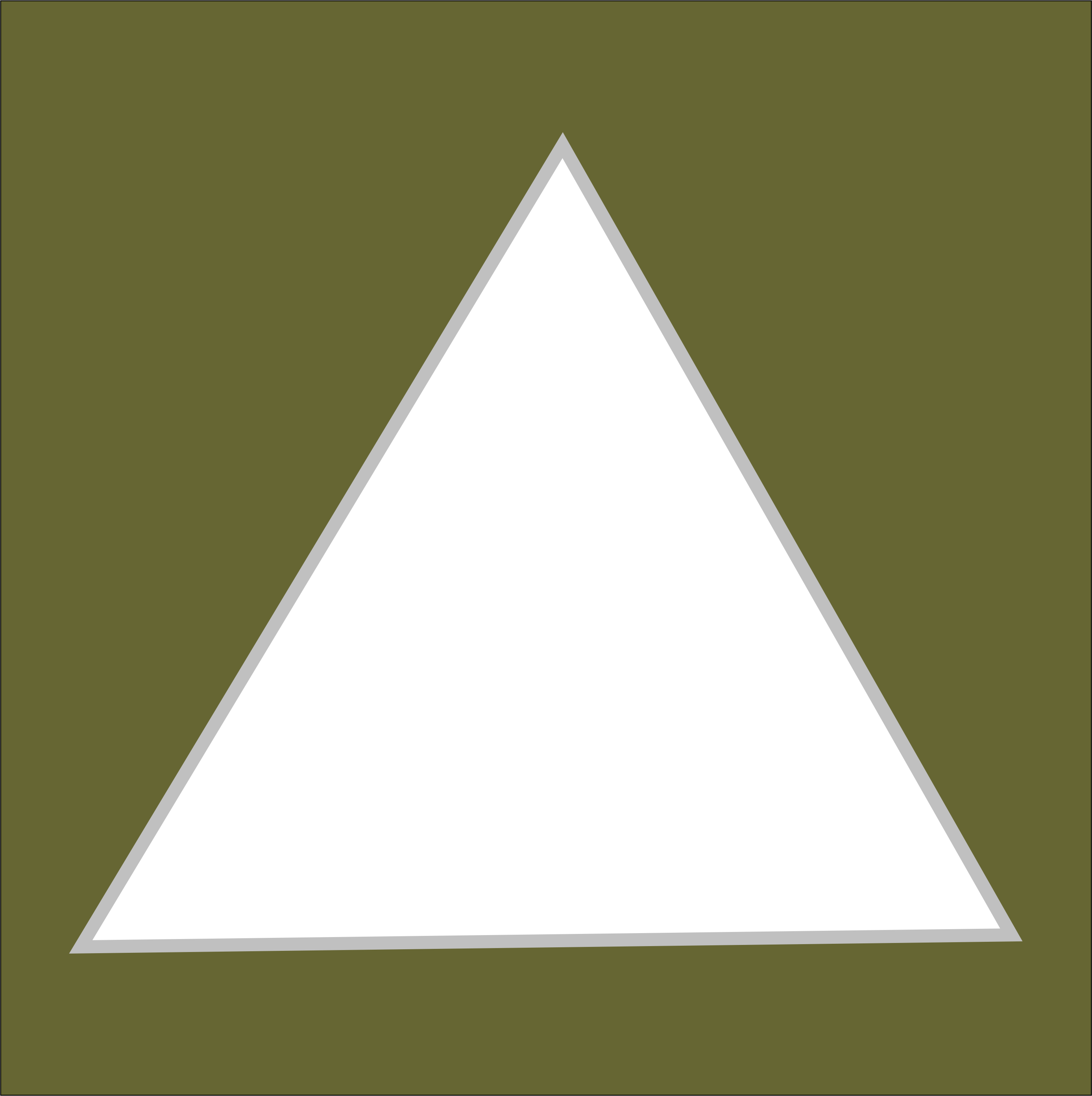
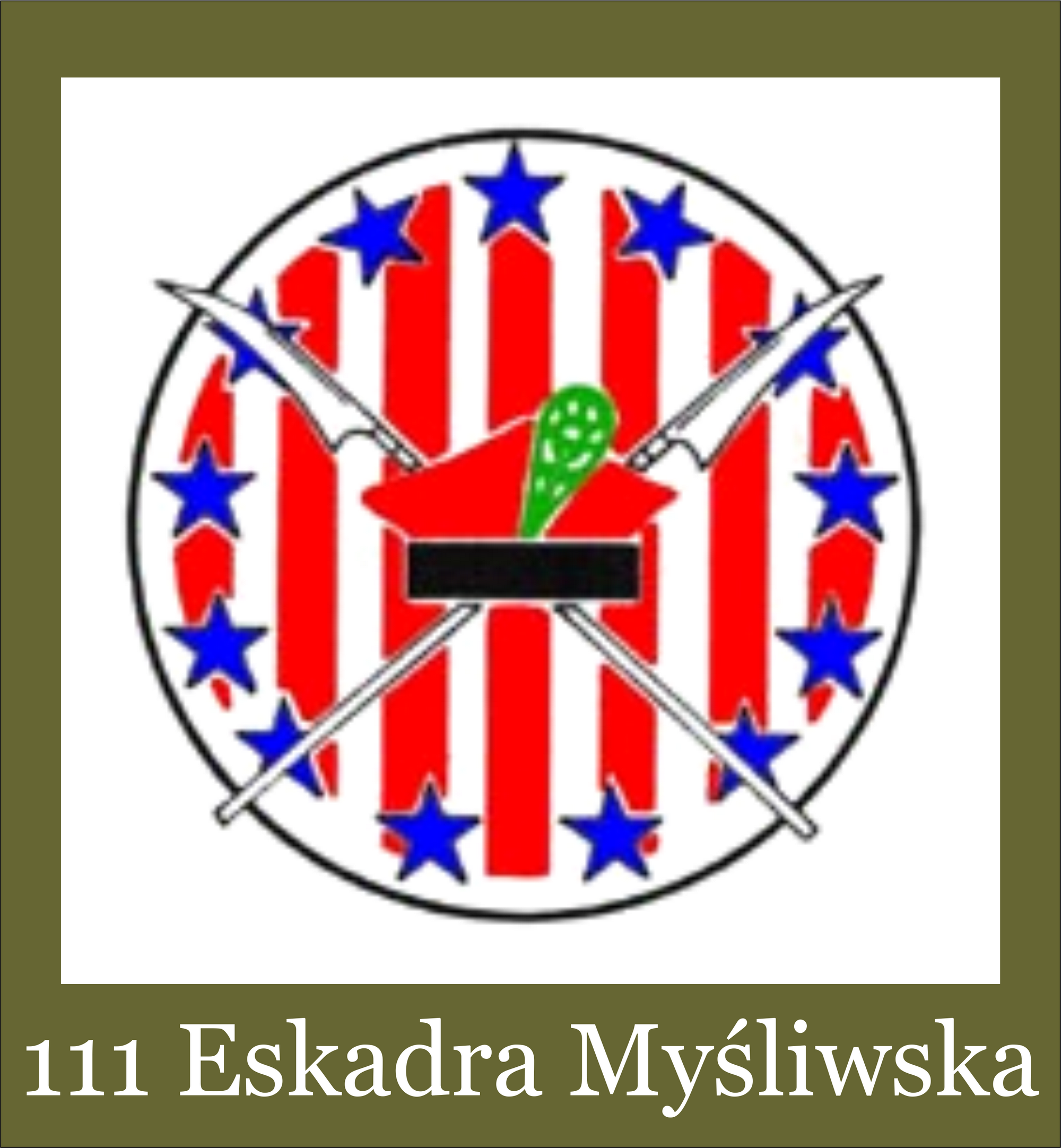
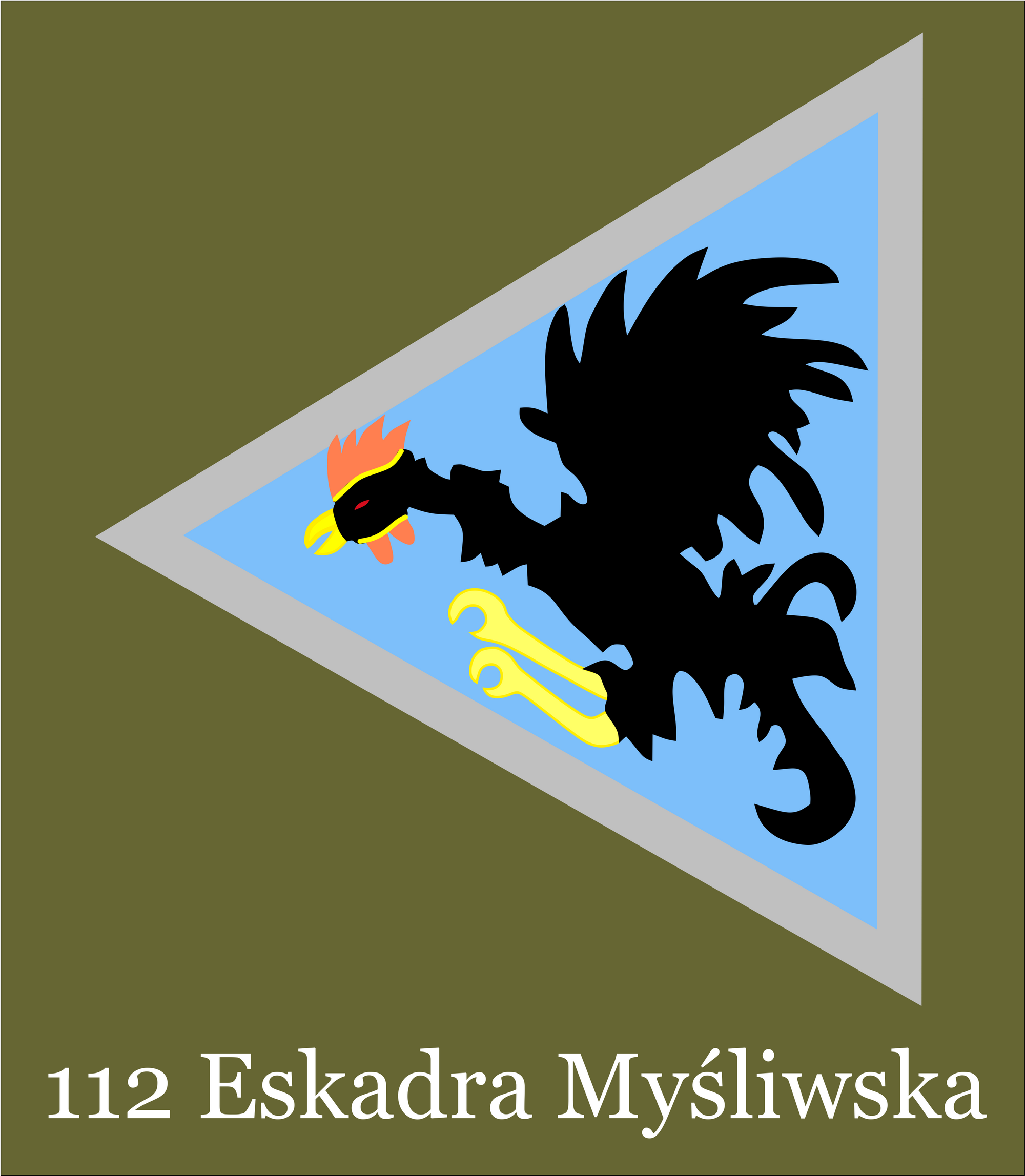
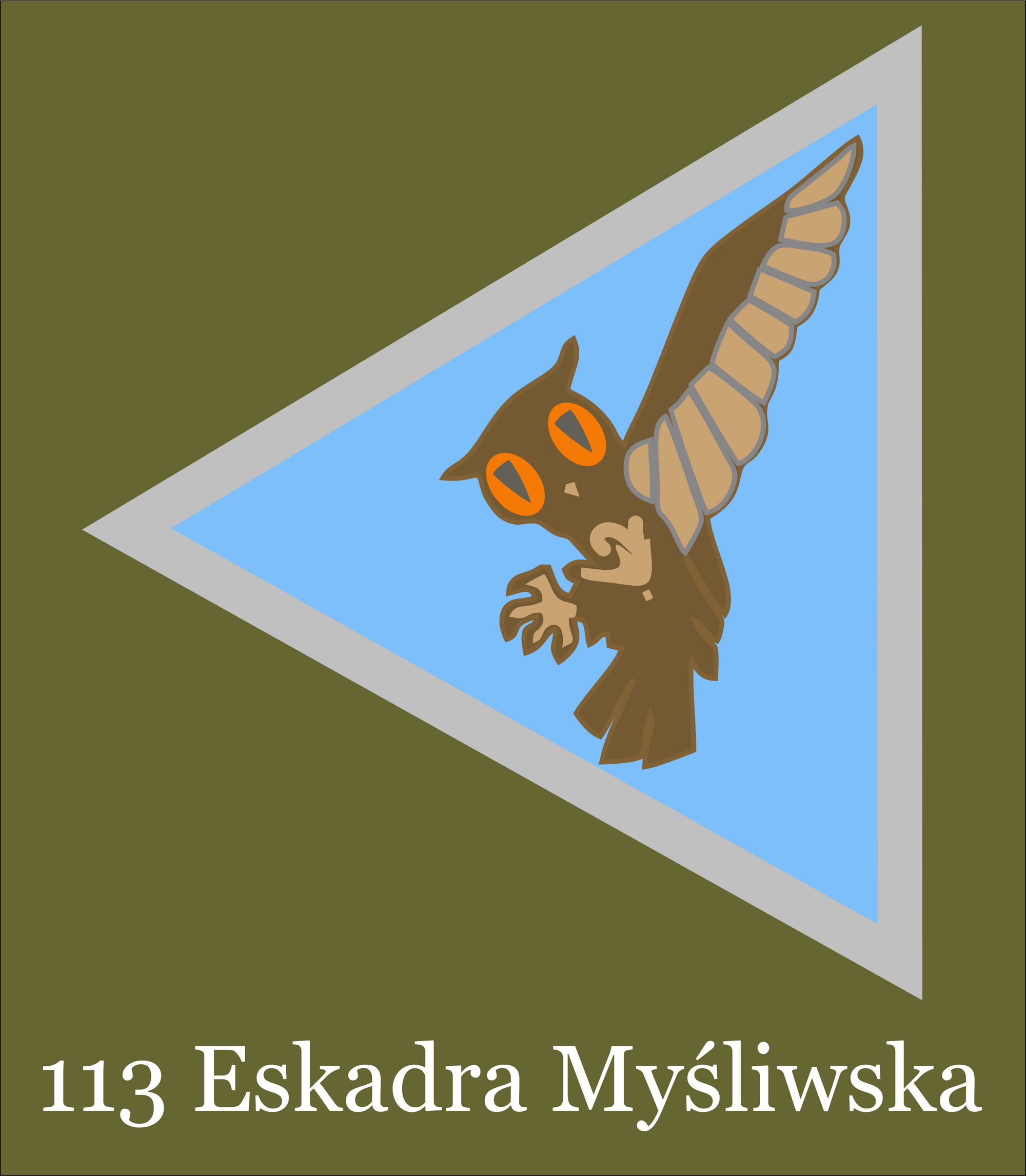
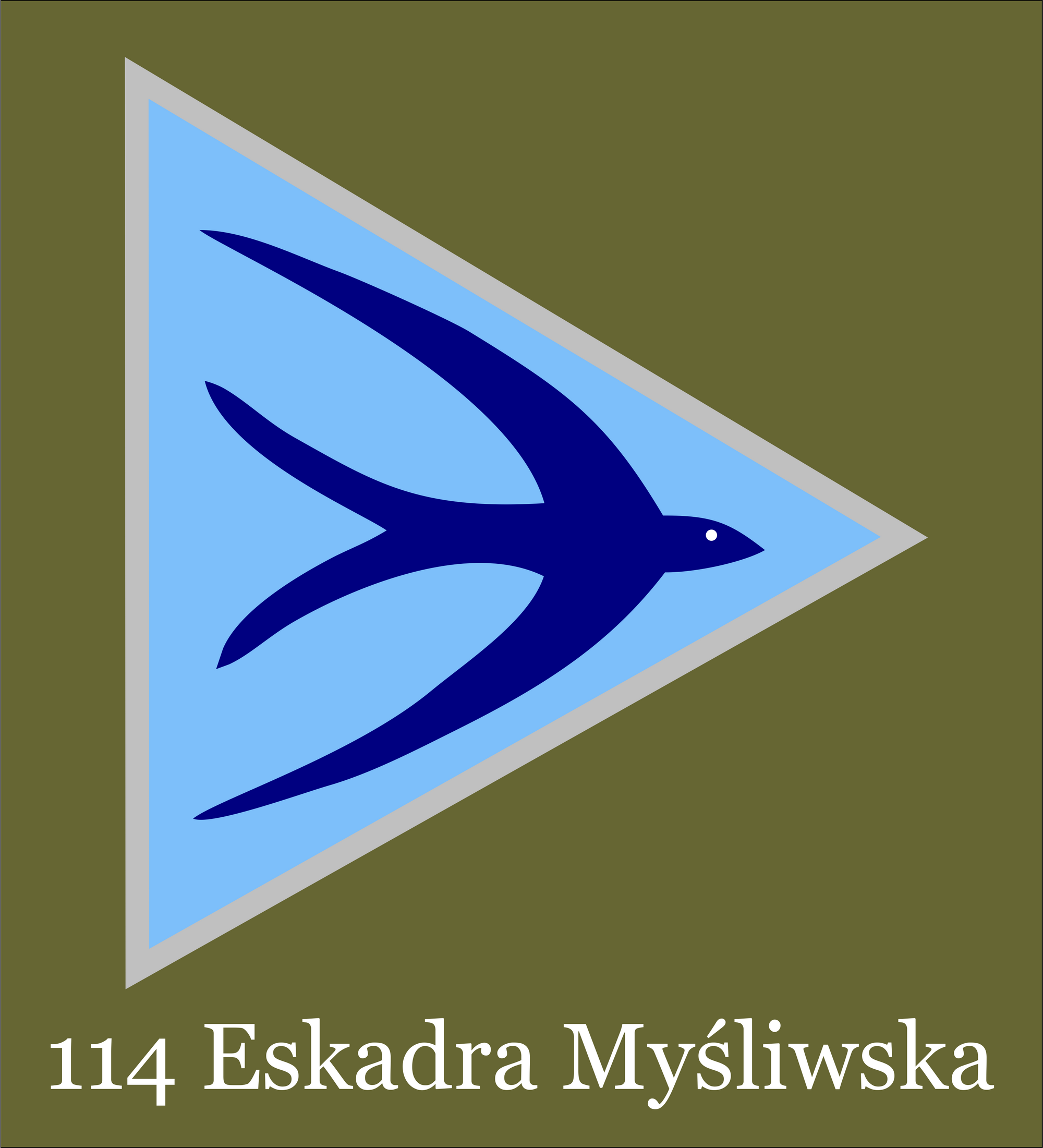
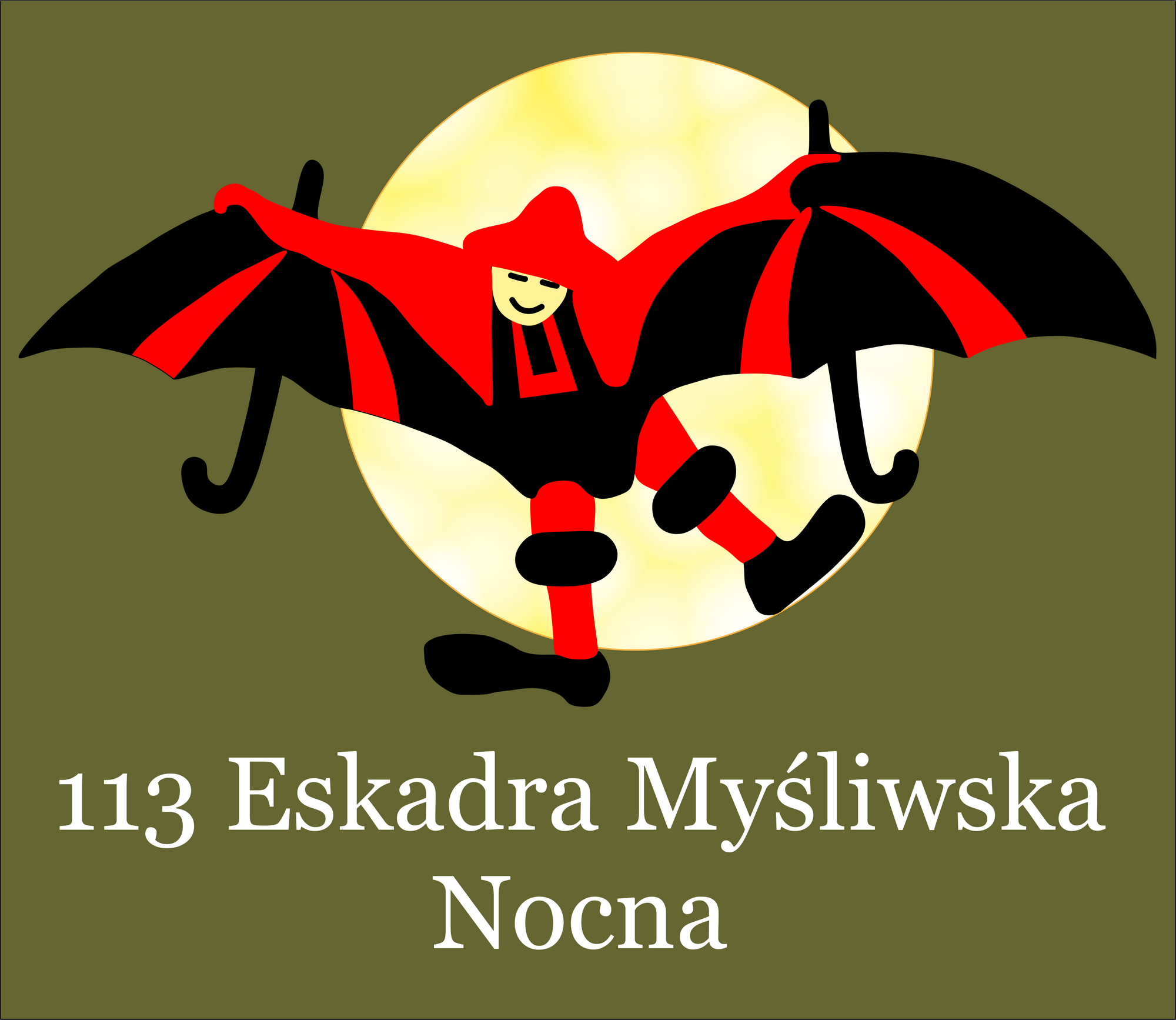
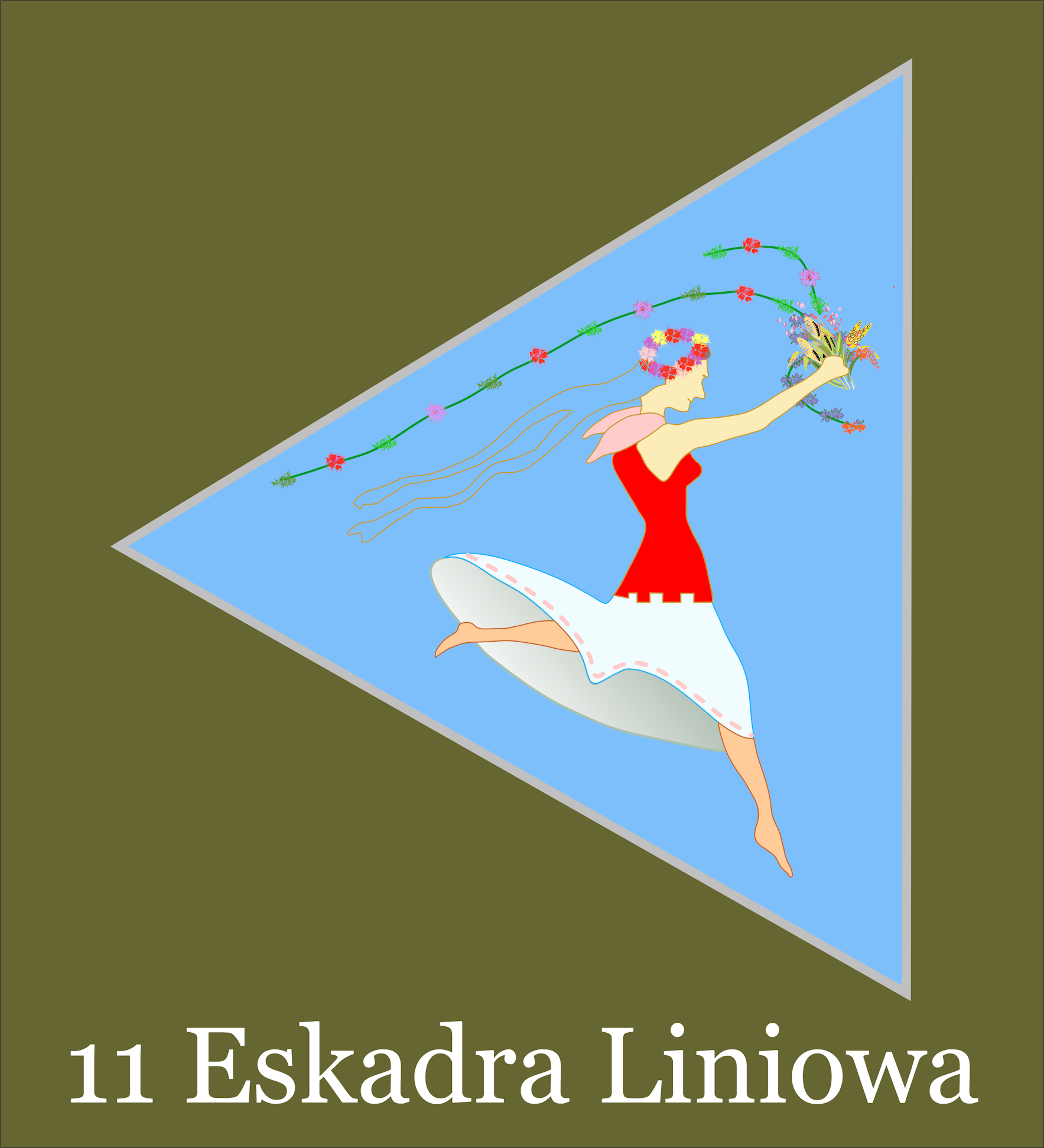
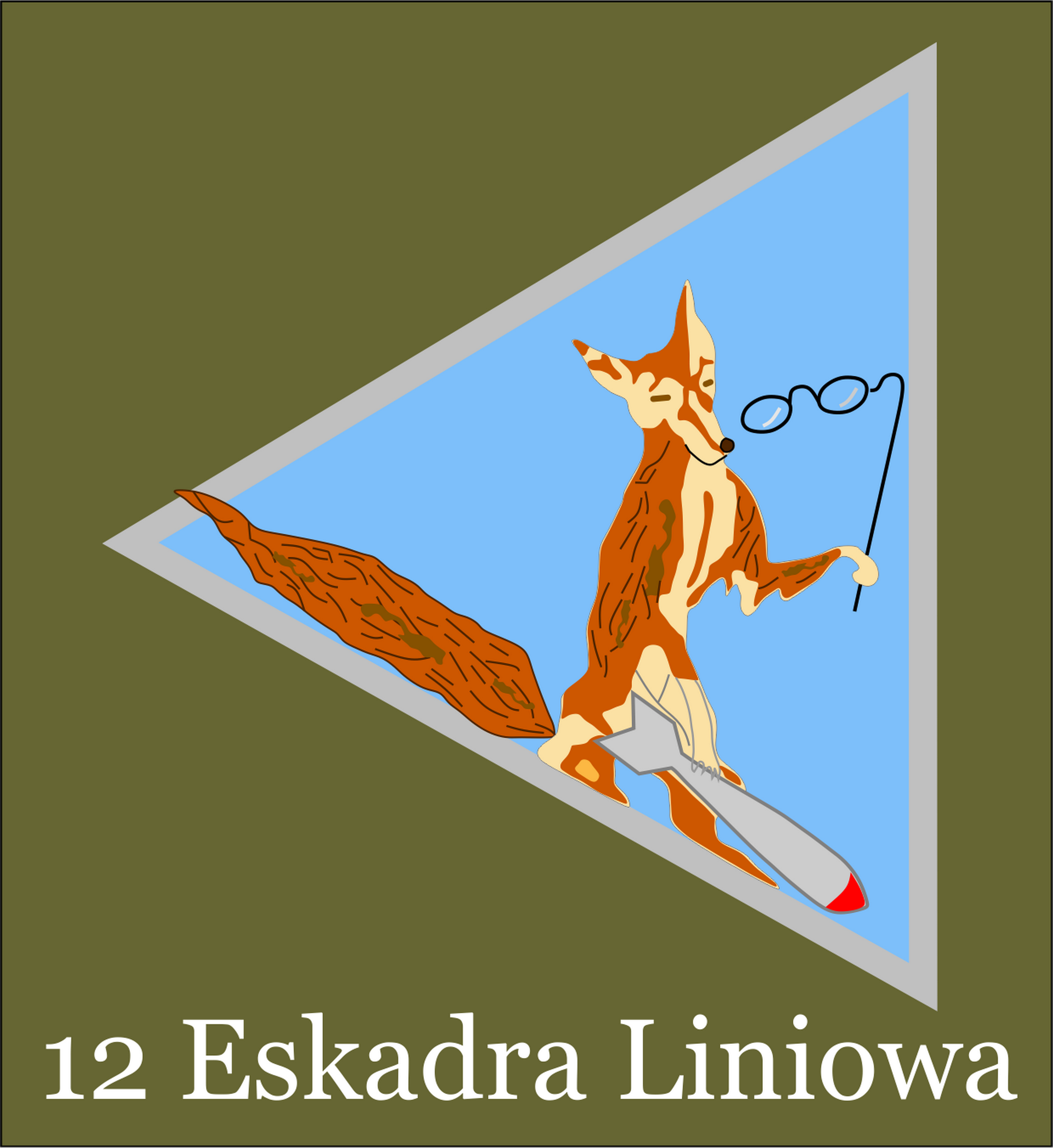
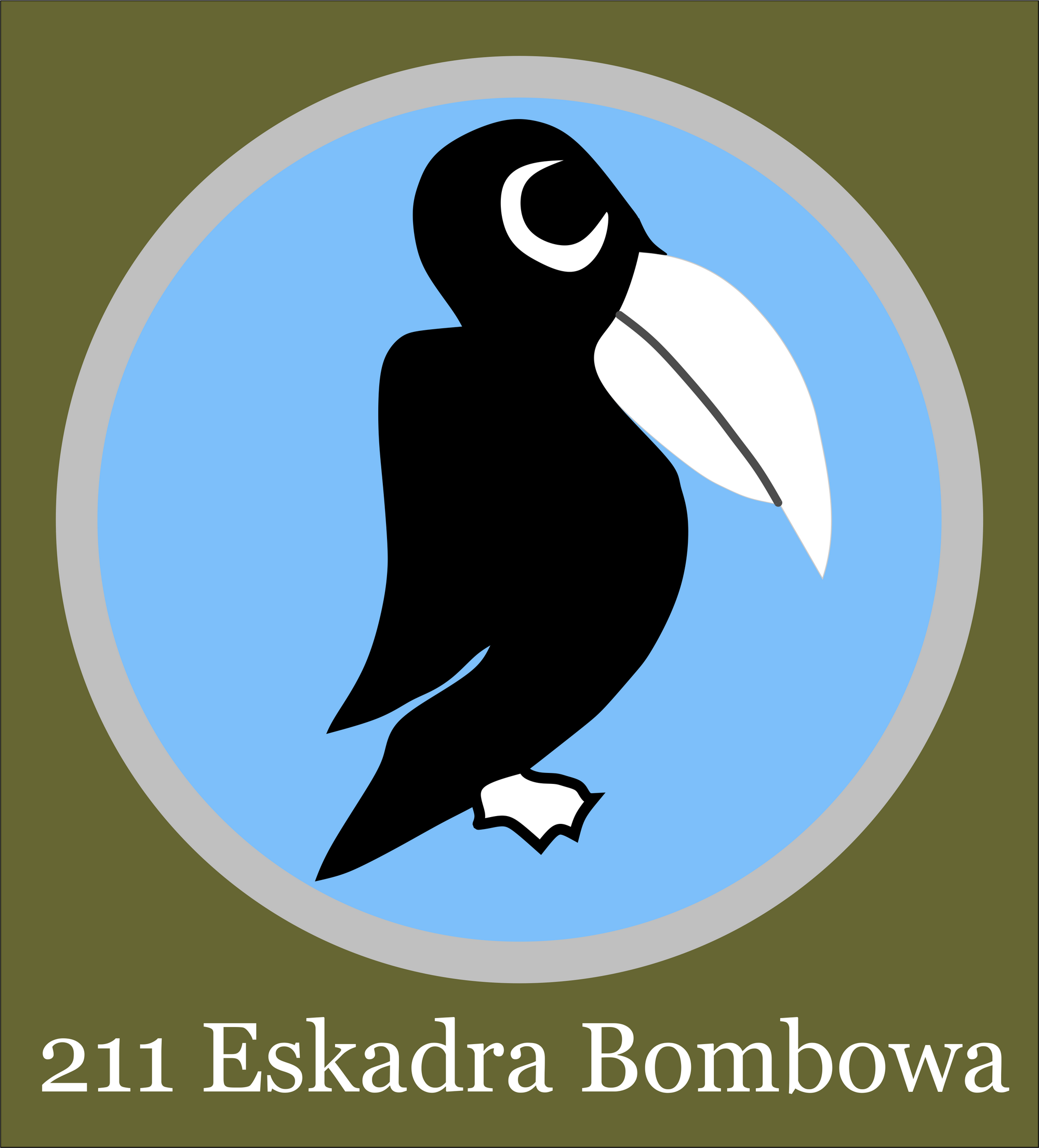
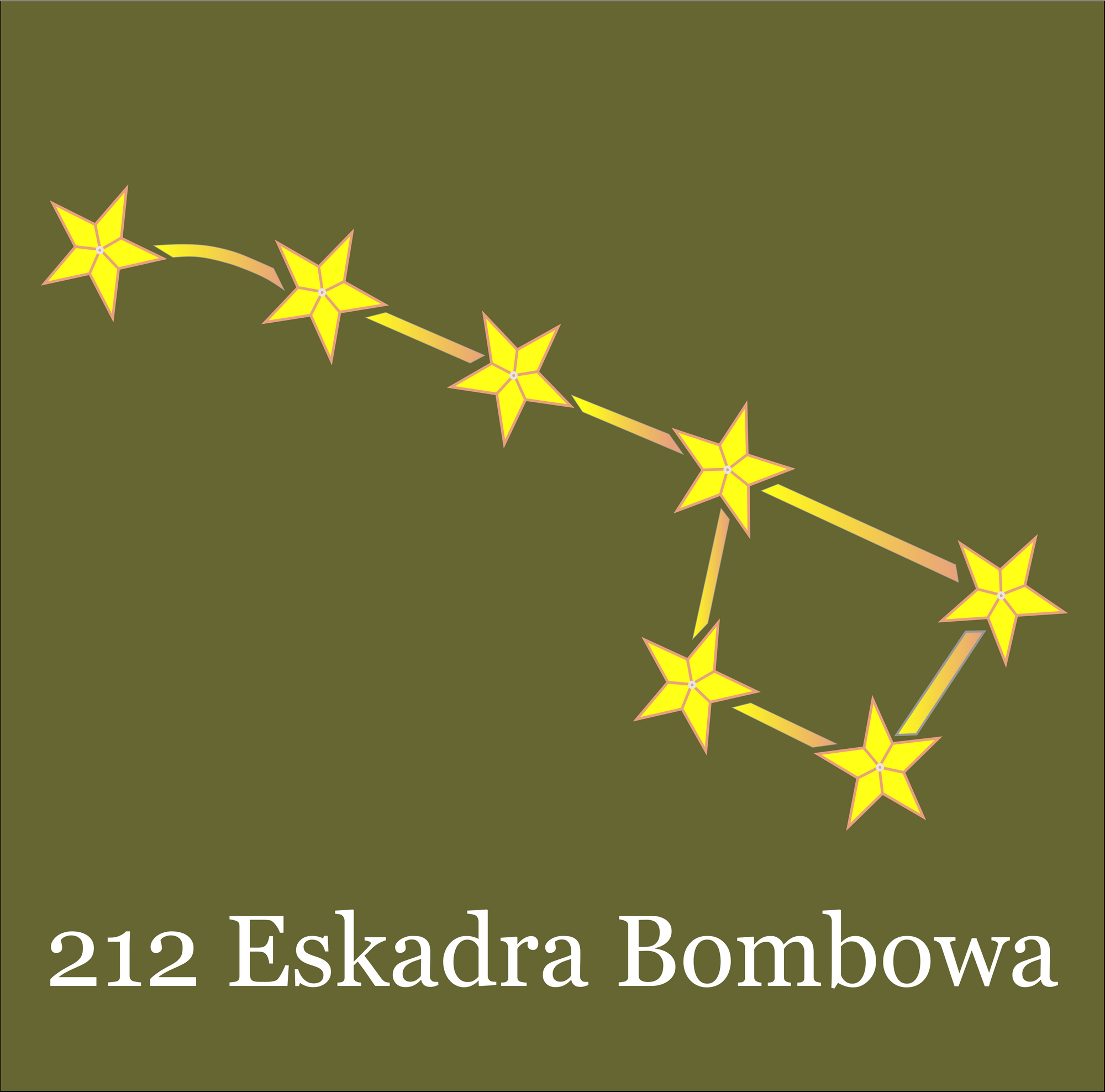
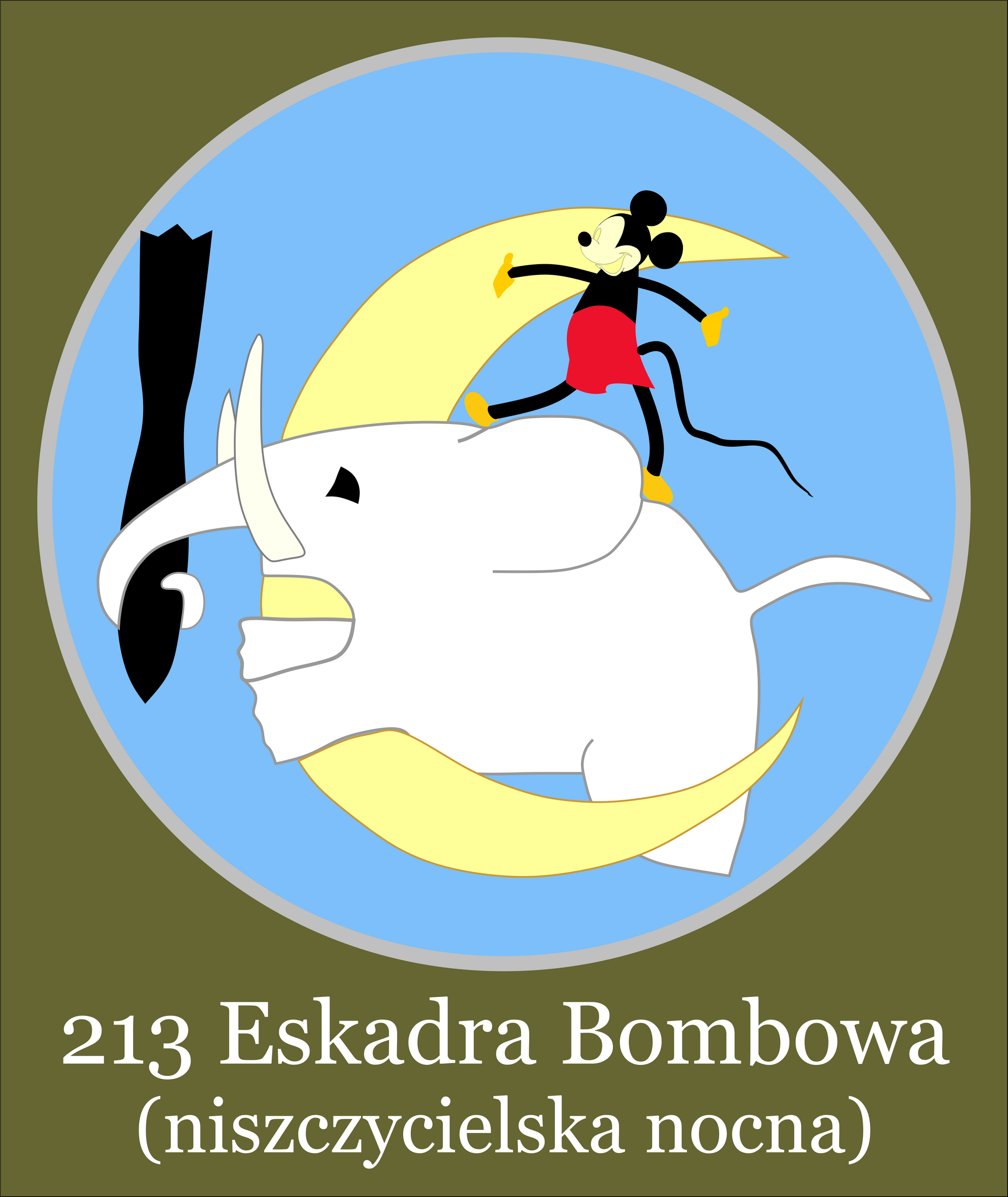
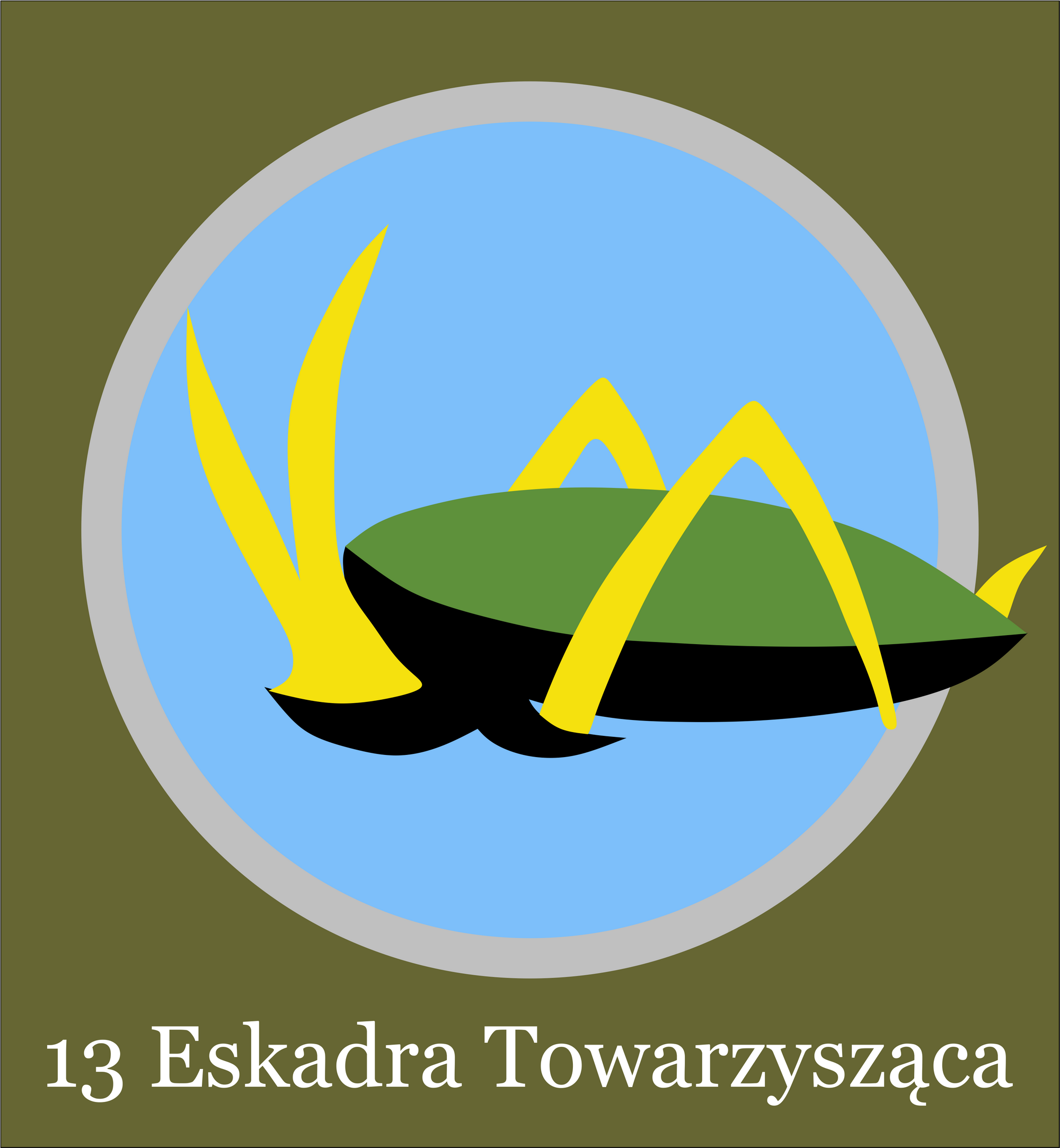

Odznaka zatwierdzona została w Dzienniku Rozkazów MSWojsk. nr 4, poz 39 z 29 lutego 1932.
Odznaka o wymiarach 40 x 33 mm ma kształt stylizowanego orła w koronie z rozwiniętymi skrzydłami, osadzonego na okrągłym złotym wieńcu. W polu wieńca emaliowanego w kolorze niebieskim wpisano numer i inicjały 1 PL
Odznaka honorowa – dwuczęściowa, wykonana w srebrze. Na rewersie próba srebra, imiennik grawera IK oraz numer nadania. Odznakę zaprojektował Alfred Gürtler, a wykonywał Jan Knedler z Warszawy
Wersje
srebro, wieniec srebrny, bez numeru na rewersie
oficerska – dwuczęściowa, tombak srebrzony, bez emalii – wieniec złocony
Znaki geometryczne na samolotach pułku w latach 1927 -1932
Regulaminowe tło i godła eskadr 1 pułku lotniczego obowiązujące od 1932
Umieszczana pod skrzydłem litera identyfikacyjna 1 pułku lotniczego 